# Beha
Een beha, bh of bustehouder is een aansluitend kledingstuk dat vrouwen als ondergoed dragen ter ondersteuning van hun borsten. Er is een grote verscheidenheid beha's in verschillende materialen, al bestaan de meeste modellen uit een band rond de borstkas, twee cups over de borsten en twee schouderbandjes. De beha is een ingewikkeld kledingstuk waarvan elk model in tientallen maten wordt geproduceerd.
De beha ontstond eind 19e eeuw in het Westen. Daarvoor droegen vrouwen onderhemden en korsetten als onderkleding. Beha's boden meer bewegingsvrijheid en een betere ondersteuning. Ze raakten begin 20e eeuw ingeburgerd, waarna hun vorm en functie meermaals veranderden. In de jaren 1920 vlakten beha's de boezem af, maar vanaf de jaren 30 hielpen ze een meer vrouwelijk silhouet te creëren. In de jaren 40 en 50 droegen veel vrouwen opvallende puntbeha's, waarna het silhouet de lichaamsvormen opnieuw meer volgde en de beha's minimalistischer en comfortabeler werden. Sinds midden jaren 1990 zijn beugel-, push-up- en T-shirtbeha's, die de borsten een regelmatig ronde vorm geven, de populairste types.
De meeste vrouwen wereldwijd dragen vanaf de puberteit overdag een beha. Dat doen ze voornamelijk uit comfort, om zich mooier te voelen of om aan bepaalde sociale normen te voldoen. Hoewel een beha kan bijdragen tot het comfort van de drager, kan hij ook aanleiding geven tot gezondheidsklachten.

## Etymologie
Aan het begin van de 20e eeuw dook in het Nederlands het woord 'bustehouder' op, min of meer gelijktijdig met de uitvinding van de moderne beha. Het Woordenboek der Nederlandsche Taal vermeldt een bron uit 1902 waarin men spreekt over "reformkorsetten en bustehouders". Het woord is een samenstelling van 'buste' (boezem, borsten) en 'houder' (van het werkwoord 'houden'). Het is een leenvertaling van het Franse 'soutien-gorge' (bustesteun), wellicht via het Duitse 'Büstenhalter'. Het was de Française Herminie Cadolle die de woorden 'corselet-gorge' en later 'soutien-gorge' lanceerde. In 1950 werd 'bustehouder' in de Van Dale opgenomen. Het letterwoord 'beha' – ook 'bh', 'b.h.' of 'BH' gespeld – ontstond later als eufemistische afkorting van 'bustehouder' en is intussen de meest gebruikelijke benaming.
In nogal wat talen heeft men de benaming rechtstreeks aan de Franse term ontleend; zo spreekt men in het Roemeens van een 'sutien', in het Grieks van een 'soutién' ('σουτιέν'), en in het Turks van een 'sütyen'. Ook in Vlaanderen is het woord 'soutien' goed ingeburgerd. De Engelse benaming, 'brassiere' (meestal verkort tot 'bra'), is eveneens een (Normandisch) Frans leenwoord, maar verwijst in het Frans en in de Vlaamse dialecten naar een kledingstuk voor baby's met knopen op de rug.

## Geschiedenis
De beha ontstond eind 19e eeuw in het Westen en raakte in de eerste helft van de 20e eeuw ingeburgerd. De ontstaansgeschiedenis kan echter niet los gezien worden van de ontwikkelingen die het korset doormaakte van de renaissance tot de belle époque. Verder zijn er in de Europese kostuumgeschiedenis voorlopers van de beha aan te wijzen, die, hoewel de beha er niet rechtstreeks op teruggaat, wel een gelijkaardige opbouw hadden en/of dezelfde functies dienden.

### Oudheid

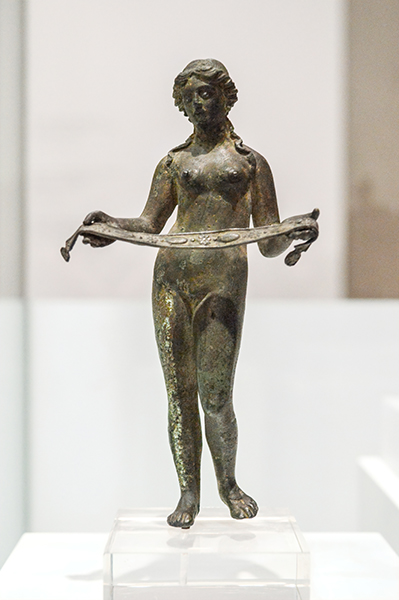
Een jonge vrouw maakt zich klaar om een strophion aan te trekken (bronzen beeldje, 1e-4e eeuw).

In de menselijke geschiedenis duiken allerlei kledingstukken en accessoires op om vrouwenborsten te bedekken, te ondersteunen of ze een ander aanzicht te geven. In het Middellandse Zeegebied is kleding ter ondersteuning van de borsten opgetekend uit de oudheid. Van de Minoïsche beschaving zijn 3600 jaar oude beeldjes overgeleverd van de slangengodin in een lange rok en een korsetachtig lijfje dat de taille nauw omsloot en de ontblote borsten opstuwde. De klederdracht van de Minoïsche beeldjes wijkt sterk af van andere kleding uit die tijd, die erg eenvoudig was, grotendeels gelijk voor mannen en vrouwen, en zonder duidelijk onderscheid tussen bovenkleding en ondergoed.

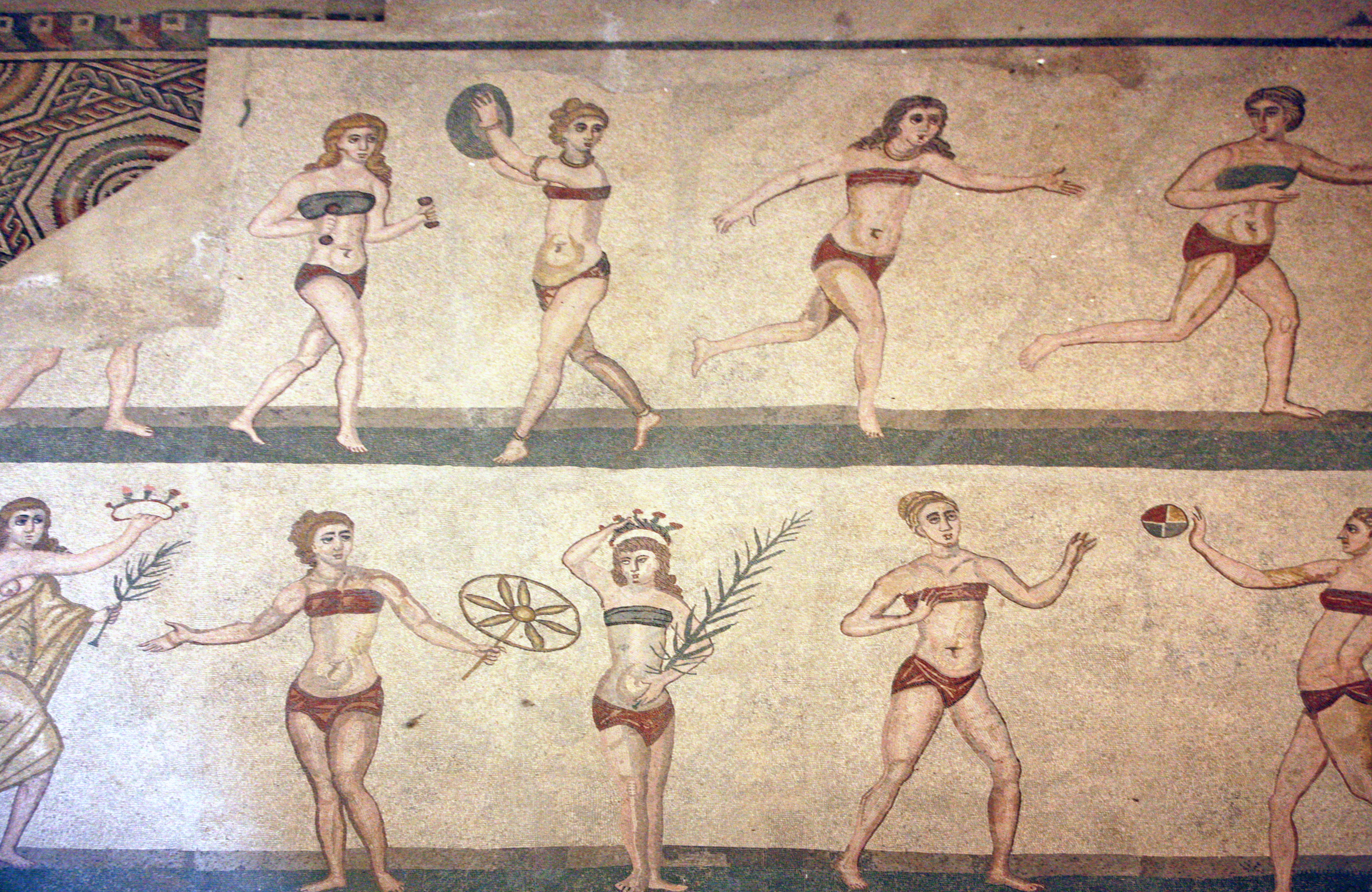
Op dit 4e-eeuwse mozaïek dragen atleten een strophium en broekje

In het Oude Griekenland en Rome droegen vrouwen onder bepaalde omstandigheden een strophion of strophium om de boezem: een lang wollen, katoenen of linnen verband dat op de rug werd vastgemaakt. Griekse en Romeinse meisjes en vrouwen droegen het verband veelal om de borsten plat te duwen en vast te houden. Bij jonge meisjes veronderstelde men dat een strak verband de borstgroei tegenging; het Romeinse schoonheidsideaal was een fijngebouwde jonge vrouw met kleine borsten en brede heupen. Het strophium kon evengoed gebruikt worden om de boezem in de kijker te zetten, simpelweg door langere verbanden te gebruiken of door het verband onder de borsten te wikkelen. In de Ilias van Homeros (boek 14, 188-225) wordt verwezen naar de rijkversierde borstband van Aphrodite en op 4e-eeuwse mozaïeken uit de Villa Romana del Casale zijn vrouwen te zien die aan lichaamsoefening doen in wat wel een bikini lijkt die bestaat uit een strophium en een broekje. Naast het strophium waren leren riemen onder of over de borsten gebruikelijke kleding voor Griekse en Romeinse vrouwen. Zulke riemen werden boven een tuniek gedragen, als bovenkleding dus.

### Middeleeuwen

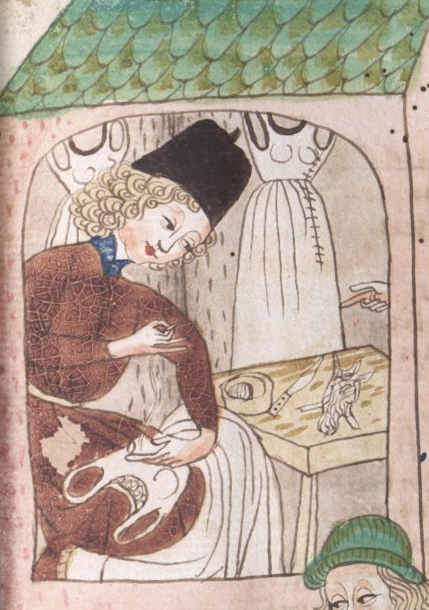
Een kleermaker naait borstzakjes in een mouwloos onderhemd, uit Schachzabelbuch (1467).

Over ondergoed tijdens de middeleeuwen in Europa is relatief weinig met zekerheid bekend. Zowel mannen als vrouwen droegen als onderkleding een kiel, chainse of chemise, al dan niet in combinatie met een soort (onder)broek. Ondersteuning van de buste was vermoedelijk zeldzaam, al zijn er aanwijzingen dat vrouwen weleens een linnen verband om de borsten wonden om ze op hun plaats te houden en kleiner te doen lijken. In de 13e-eeuwse Roman de la Rose geeft een oude dame bijvoorbeeld het advies om grote borsten in te binden. Tot in de 15e eeuw idealiseerde men namelijk jonge vrouwen met kleine, ronde en hoog gepositioneerde borsten.
Over het algemeen werd, vooral naar het einde van de middeleeuwen toe, de boezem goed ingepakt onder strakke lijfjes en hoge halsuitsnijdingen. Terwijl vroeg- en hoogmiddeleeuwse klederdracht voor vrouwen bestond uit lange, losse gewaden, hadden laatmiddeleeuwse overjurken een opvallend nauwsluitende snit en een vetersluiting, waardoor ze – ook zonder spannende onderkleding of een aparte beha – enige ondersteuning boden voor zwaardere borsten. De onderkleding bleef dan ook grotendeels losjes.
Toch bestonden beha's en nauwere onderkleding wel degelijk. De Franse hofarts Henri de Mondeville schreef in de jaren 1310 dat sommige vrouwen twee aansluitende "borstzakjes" in hun onderhemden naaiden en de boezem vervolgens met een verband vasthielden. Verschillende verluchte manuscripten uit de 14e en 15e eeuw bevatten afbeeldingen waarop aansluitende onderhemden met borstzakjes te zien zijn. In Meister Reuauß, een anoniem satirisch gedicht uit het 15e-eeuwse Oostenrijk, staat te lezen dat menig vrouw "twee buidels" maakte zodat alle jongens zouden zien wat voor mooie borsten ze had, terwijl andere vrouwen "zakjes" maakten opdat men in de stad juist níét zou zien dat ze dikke borsten hadden. In 2008 vonden archeologen van de Universiteit van Innsbruck in het Oost-Tiroolse Lengberg-kasteel vier linnen beha's tussen 2700 textielfragmenten. Het bleek te gaan om twee mouwloze onderhemden met borstzakjes, een beha met schouderbandjes en een longlinebeha met vetersluitingen onder de oksels. Op een van de beha's werd kloskant aangetroffen, wat doet vermoeden dat het eigendom was van een rijke, mogelijk adellijke dame. De kledingstukken dateren vermoedelijk uit de eerste helft van de 15e eeuw.

### Renaissance tot Franse Revolutie

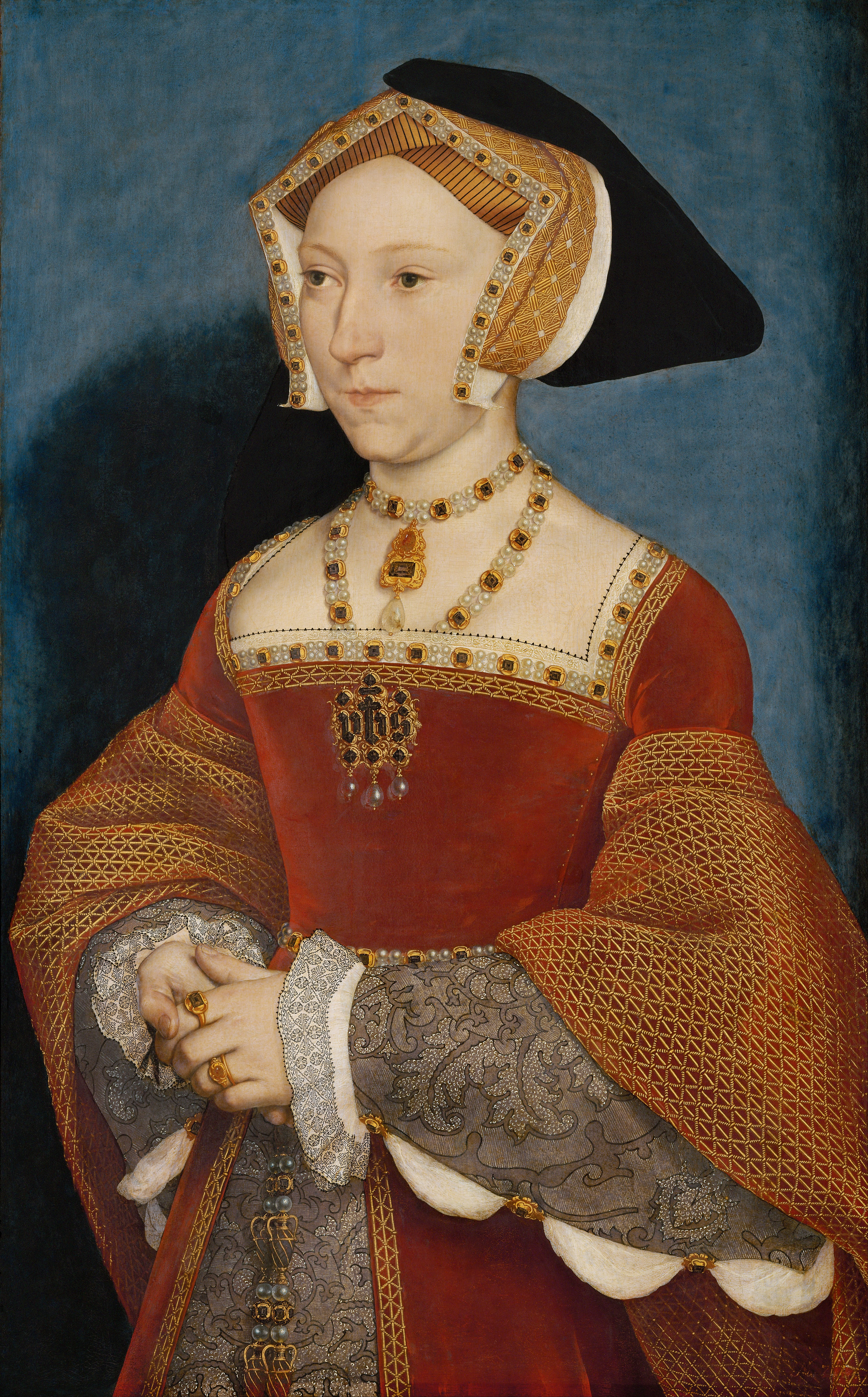
Jane Seymour in een jurk met grote halsopening, die evenwel niets weggeeft van de borsten of het decolleté (schilderij van Holbein de Jonge, 1536).

In de renaissance maakte kleding die het figuur benadrukte plaats voor kleding met een rigide vorm. In de 16e eeuw kwam de voorloper van het korset op in de Europese mode. Aristocratische dames droegen een gesteven linnen lijfje of keurslijf, veelal versterkt met walvisbaleinen, staal, riet of een ander hard materiaal. De lijfjes van de renaissance konden zowel onder- als bovenkleding zijn en werden in het Frans cotte genoemd en in het Engels (pair of) body (bodies) (bovenkleding) of stays (onderkleding). Korsetten creëerden een lang en conisch torso, met een brede borstkas en een smal middel. Hoewel de halslijn – vaak vierkant of trapezoïdaal – beduidend lager lag dan tijdens de middeleeuwen, bleef de boezem buiten beeld. Onder het korset werden de borsten namelijk uit elkaar geduwd en daardoor onopvallend gemaakt. Men was ervan overtuigd dat korsetten noodzakelijk waren voor een rechte houding, en aristocratische kinderen – zowel meisjes als jongens – kregen op vroege leeftijd een korset aangemeten.

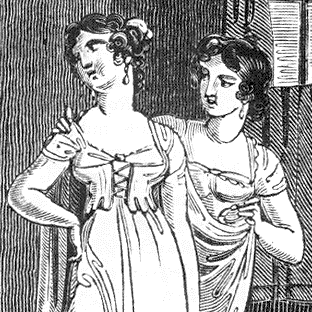
Een vrouw in een kort korset tijdens de Regency-periode (illustratie uit 1811)

Hoewel de mode van de adel allerlei wijzigingen onderging in de 16e, 17e en 18e eeuw, bleven lijfjes en korsetten grotendeels hetzelfde. Op het einde van de 18e eeuw brak er echter een moment van radicale verandering aan. De Franse Revolutie kan gezien worden als een van de grootste keerpunten in de westerse mode. De exclusieve, formele kleding van de hogere klassen was plots niet langer toelaatbaar. In plaats daarvan gingen deze klassen eenvoudige, romantische mode dragen. De nieuwe stijl, die in Frankrijk à l'anglaise zou gaan heten, ging te leen bij de klederdracht van Engelse meisjes in de jaren 1780 en werd gekenmerkt door simpele jurken met opvallend hoge tailles, korte mouwen en lage halslijnen. De aanhangers van het nieuwe regime brachten de stijl in verband met het oude Griekenland, een bron van inspiratie voor hen. Zowel de bovenkleding als de onderkleding veranderde. Net als zware stoffen en rijke garneersels werden korsetten verworpen. Tot circa 1830 gaven de meeste vrouwen de voorkeur aan klassieke jurken met een strak lijfje in plaats van een korset. Slechts een minderheid van vooral jonge vrouwen in West-Europa droeg hooguit een chemise en een lint onder de borsten. Heel korte korsetten en korsetten die de borsten scheidden, beide voorlopers van de beha, waren eveneens korte tijd populair.
Deze periode betekende een keerpunt in de vormgeving van de boezem: terwijl die tot op het einde van de 18e eeuw ondergeschikt was aan de door het korset benadrukte taille, werd vanaf de Franse Revolutie van korsetten en andere (onder)kleding verwacht dat ze de borsten in zekere mate ondersteunden, scheidden en accentueerden. Door de hoge tailles en de lichte, halftransparante stofjes van de directoire- en empiremode, bijvoorbeeld, kwam de nadruk sterk op de buste te liggen; rond de eeuwwisseling verschenen er zelfs 'valse boezems' van was of katoen.

### Ontwikkelingen van het korset in de 19e eeuw

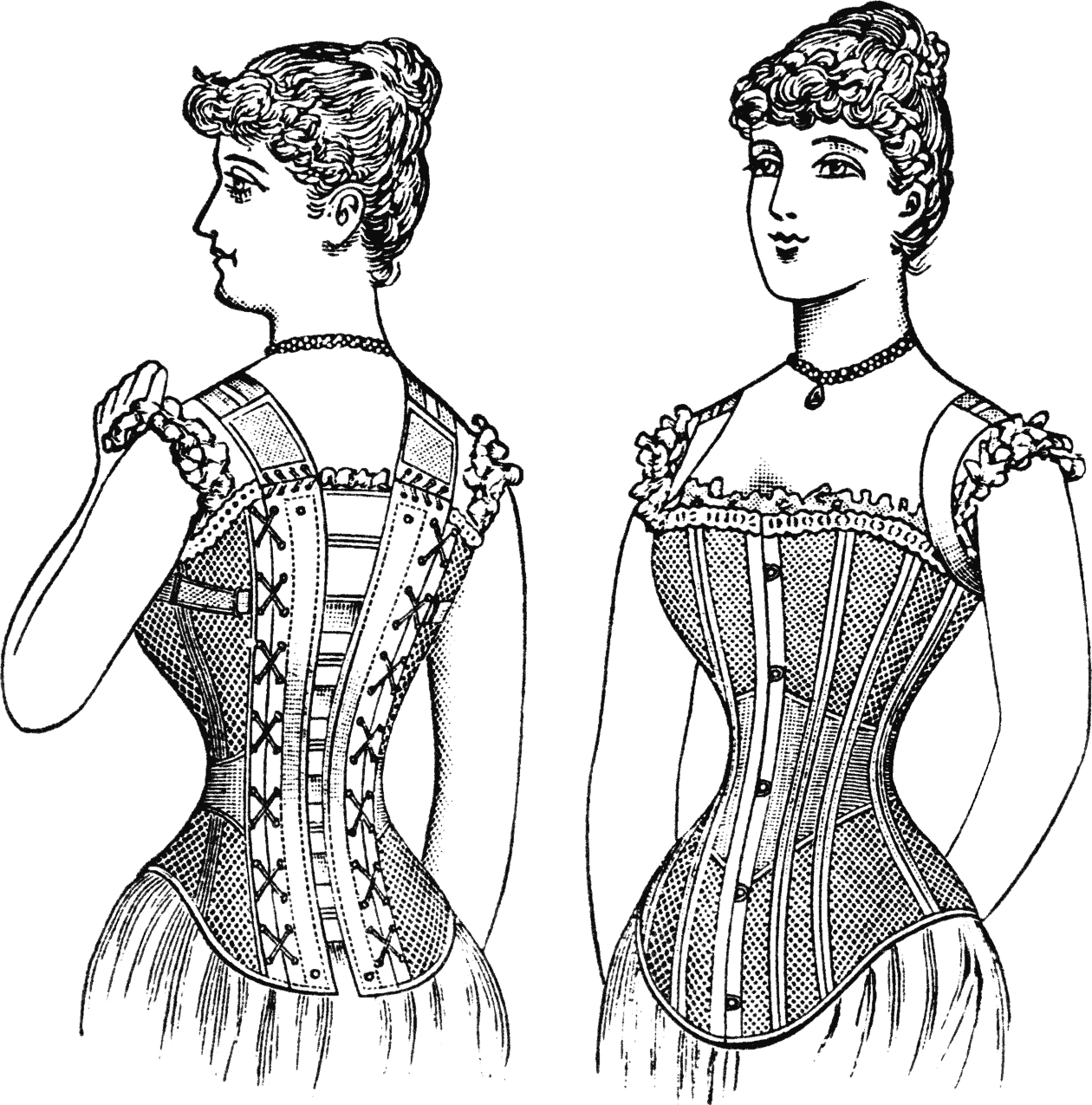
Een lang en stijf victoriaans korset (illustratie uit de jaren 1890)

In Europa en Noord-Amerika groeide er tijdens het victoriaanse tijdperk een grote middenklasse, die geïnteresseerd was in mode. Tegelijkertijd werd de textielproductie gemechaniseerd en geïndustrialiseerd, waardoor de prijzen daalden en het aanbod toenam. De uitvinding van de naaimachine speelde een belangrijke rol in de productie en verspreiding van ondergoed. In de jaren 1850 werden de eerste naaimachines in gebruik genomen in Amerikaanse en Britse korsettenfabrieken. Aan het einde van het victoriaanse tijdperk hadden consumenten in het rijke Westen de keuze uit een groot assortiment damesondergoed, inclusief verfijnde korsetten en onderrokken in wit, grijs, zwart of een modekleur, uitgevoerd in satijn of voorzien van kanten boordjes of borduurwerk.
De neoklassieke trends van eind 18e en begin 19e eeuw gingen – via een conservatieve, maar nog altijd romantische fase – geleidelijk over in de meer pompeuze victoriaanse mode, waarin het lange korset opnieuw centraal stond. Strak aangespannen en stijve korsetten werden gecombineerd met volumineuze hoepelrokken (crinolines) in de jaren 1850 en 60 en met tournures begin jaren 70. Men reeg de veters van het korset strak aan (tightlacing) zodat het korset een heel 'vrouwelijk' silhouet creëerde, met een volle boezem, een wespentaille en glooiende heupen. Terwijl de korsetten oorspronkelijk passend werden gemaakt door extra stof in te naaien ter hoogte van de heupen en borsten, begon men in de jaren 50 korsetten samen te stellen op basis van meerdere panden, zoals later ook met beha's zou gebeuren. Een typisch midden-19e-eeuws korset bedekte de boezem ruimschoots, werd gesteven en was uitgerust met een harde busk en baleinen. Naar het einde van de 19e eeuw maakte het cuirasse-lijfje (letterlijk pantser, met dezelfde oorsprong als 'keurs') zijn opwachting: een lang en nauwsluitend lijfje dat de rondingen benadrukte, maar nog minder bewegingsvrijheid bood. Om de borsten nog meer te benadrukken, verschenen er in de jaren 1880 opnieuw valse boezems, alsook verstevigde topjes die een push-upeffect konden bereiken. Eigen aan de victoriaanse voorlopers van de beha was dat ze de boezem steevast vormgaven als een ononderbroken geheel, zonder de twee borsten visueel te scheiden.

### Ontstaan van de beha
De moderne beha ontstond eind 19e eeuw uit een tweeledige evolutie: enerzijds de breed gedragen fysiologische kritiek op korsetten en anderzijds de toegenomen vraag van vroege feministes naar praktische mode. Vanaf de jaren 1830 werd er kritiek geuit op ongezonde modetrends die het lichaam vervormden, zoals tightlacing. Ingesnoerde korsetten konden orgaanletsel veroorzaken en beperkten de bewegingsvrijheid aanzienlijk. Sommige artsen ontraadden knellende korsetten en stelden alternatieven voor. De roep om meer 'hygiënische' en 'rationele' kleding – ter vervanging van de onpraktische modegrillen – werd versterkt door de emancipatie van vrouwen uit de hogere klassen. Zij wilden hun hoepelrokken inwisselen voor kleding die meer bewegingsvrijheid bood tijdens het sporten, zoals de door anderen verafschuwde bloomer. Parallel aan de voorstellen van hygiënisten en feministen experimenteerden kunstenaars met lossere kleding. Verzet tegen de victoriaanse mode kwam vanaf de jaren 1840 bijvoorbeeld van het Pre-Raphaelite Brotherhood, dat kunst in de breedste zin wilde bevrijden van zijn academisch keurslijf en opkeek naar de losse, hoog getailleerde gewaden van de middeleeuwen. De prerafaëlitische klederdracht – ook artistic en later aesthetic dress genoemd – raakte in de jaren 1870 enigszins ingeburgerd bij de artistieke en intellectuele elite. Het duurde tot het einde van het victoriaanse tijdperk voordat reformkleding ingang vond bij een breder publiek. Zo verschenen er in de laatste decennia van de 19e eeuw allerlei lijfjes die wel steun boden, maar het lichaam niet beknelden. Rond de eeuwwisseling werden tal van 'gezondheids-' en 'reformkorsetten' op de markt gebracht, zoals het wollen korset van Dr. Jaeger. De wespentaille bleef echter in de mode en de nieuwe korsetten werden net zo hard aangeregen als de oude, waardoor de boezem vooruit en de heup achteruit werd geduwd, wat resulteerde in het edwardiaans S-vormig silhouet.

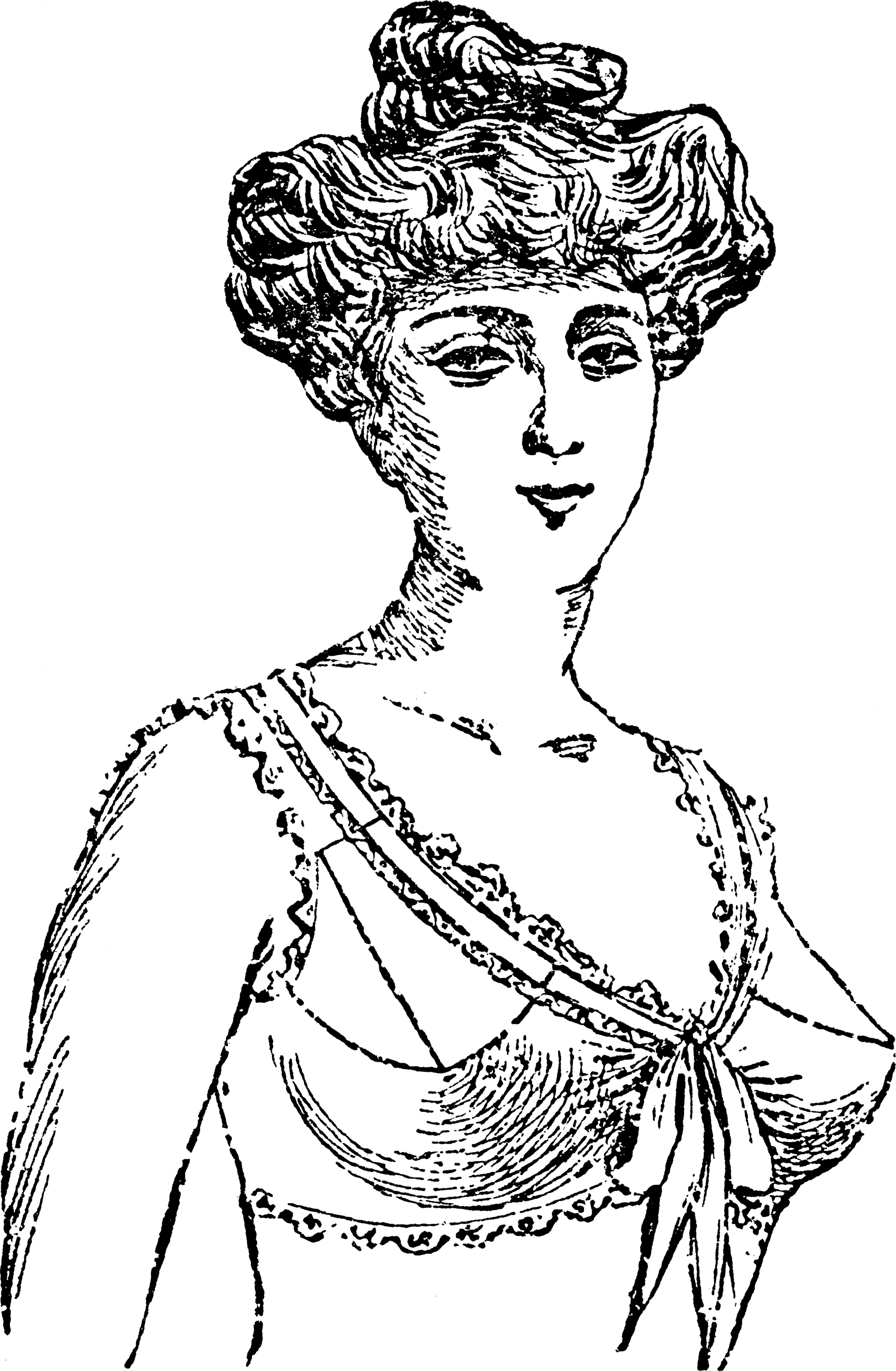
Een onverstevigde beha in lichte batist (illustratie bij een Franse advertentie, 1906)

Eind 19e en begin 20e eeuw werden in Europa en de Verenigde Staten primitieve beha's ontworpen en gepatenteerd om aan de vraag van actieve vrouwen tegemoet te komen. Wat de 'eerste beha' is, is een kwestie van definitie op basis van de vorm, de functie en de impact van de uitvinding. Volgens onderzoekers Jane Farrell-Beck en Colleen Gau is er geen 'uitvinder van de beha' aan te duiden, maar kwam de vinding voort uit vele kleine stappen van zowel mannelijke als vrouwelijke ontwerpers. De Française Herminie Cadolle, grondlegger van het gelijknamige modehuis, ontwierp in 1889 de corselet-gorge, een tweeledig korset dat bestond uit een beha en een heupkorset. Ze verkreeg hiervoor een patent en stelde haar uitvinding tentoon op de wereldtentoonstellingen van 1889 en 1900 in Parijs. Het setje werd in Frankrijk op de markt gebracht, maar kende weinig succes. In de Verenigde Staten bleek het ontwerp van Marie Tucek uit 1893 eveneens een commerciële mislukking. Ook Hugo Schindler en Christine Hardt maakten vermeldenswaardige ontwerpen, respectievelijk in 1893 en 1899. Zowel in de Verenigde Staten als in Europa, met Frankrijk op kop, werden in de eerste jaren van de 20e eeuw tal van vroege beha's geproduceerd. Dat blijkt onder andere uit het feit dat het woord voor beha rond deze periode in de talen van deze landen opduikt. Rond de eeuwwisseling was in het Nederlandse taalgebied sprake van 'brassières', 'borstdragers' en 'bustehouders'.

### Ontwikkelingen van de beha in de 20e en 21e eeuw

#### Begin 20e eeuw

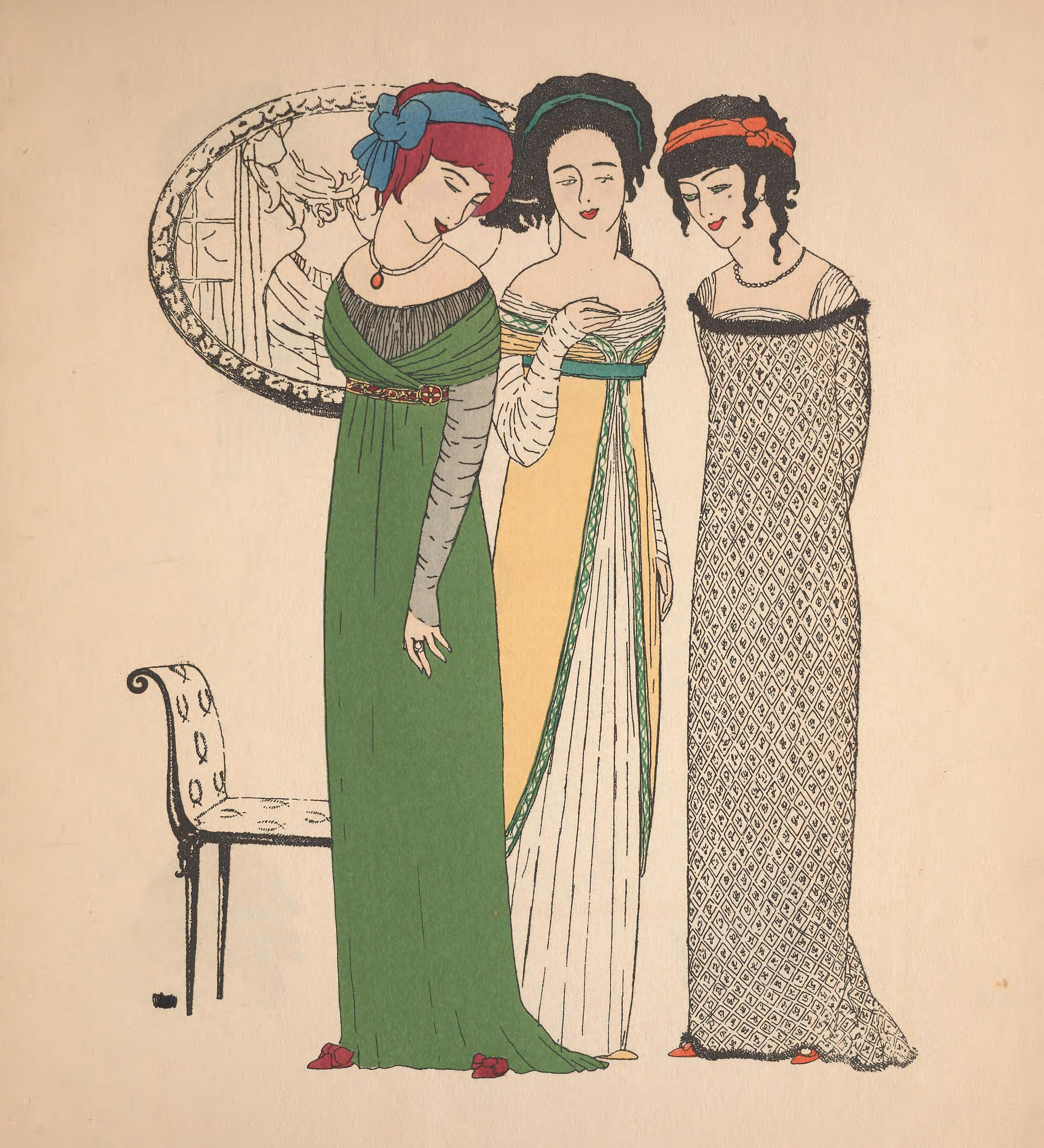
Ontwerper Paul Poiret stond erop dat zijn klanten geen korset droegen onder zijn creaties. De slanke mode van de jaren 1910 vroeg om lichter ondergoed, zoals de beha.

De beha heeft zijn doorbraak voornamelijk te danken aan de begin-20e-eeuwse mode voor bovenkleding. De Fransman Paul Poiret ontwierp vanaf 1908 jurken waaronder zijn klanten geen korset moesten, konden of – wat hem betrof – mochten dragen. Ze hingen als Griekse chitons losjes van de schouders naar beneden, subtiel ingebonden rond het middel. Poirets rechte silhouet werd geïmiteerd door andere ontwerpers en kende een wijde verspreiding. Hoewel veel mensen uit gewoonte of overtuiging korsetten bleven dragen, kreeg de beha gestaag meer aanhangers. Korsetten zelf waren lang en laag, zodat ze haast tot de knieën reikten en geen ondersteuning boden aan de boezem. Onder een slanke jurk kon een hard en verstevigd lijfje of, almaar vaker, een beha dan soelaas bieden.
In Duitsland patenteerde de firma Lindauer in 1912 de eerste in serie geproduceerde beha, de Hautana. Na de Eerste Wereldoorlog onderging het damesondergoed ingrijpende veranderingen. Tijdens de oorlog hadden vrouwen een grote rol gespeeld in de economie, en eind jaren 10 en begin jaren 20 werd de roep om vrouwenkiesrecht in veel landen ingewilligd. Die ontwikkelingen vertaalden zich in een androgyne damesmode in het verlengde van Poirets ideaalbeeld: de boezem werd afgevlakt, de taille verborgen en de heupen versmald. De mode van de jaren 20, gesymboliseerd door de flapper, wisselde het korset in voor bandeaubeha's die de borsten plat duwden. In diezelfde periode werd het corselet uitgevonden, dat de functies van de afvlakkende beha en het rechte heupkorset combineerde. Over het algemeen vergde het jongensachtig silhouet minder en dunner ondergoed, al werd volop gebruikgemaakt van felle kleuren en exclusieve stoffen zoals zijde, kant, kasjmier en later ook viscose (kunstzijde).

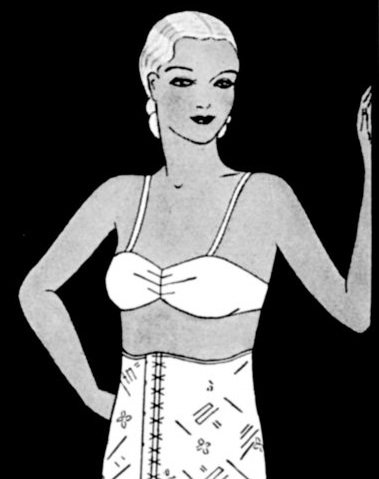
Halverwege de jaren 20 begon het androgyne silhouet subtiel te vervrouwelijken. De taille verschoof naar het natuurlijke middel en borsten en heupen konden opnieuw lichtjes benadrukt worden. Illustratie uit 1930.

Vanaf midden jaren 20 werden lichaamsrondingen opnieuw af en toe benadrukt en verschenen er fullcupbeha's die de borsten apart ondersteunden en die een min of meer natuurlijk silhouet toelieten. Zo werd in 1922 de firma Maidenform opgericht, die zich – in naam ('meisjesvorm') en in de ontwerpen – verzette tegen het jongensachtig silhouet. De meest invloedrijke uitvinding was echter de Kestos, ontworpen door de Pools-Britse Rosaline Kiln. De Kestos was een eenvoudige beha die bestond uit twee driehoeken stof, schouderbandjes en gekruiste borstbandjes. Volgens historici Jane Farrell-Beck en Colleen Gau betrof het de belangrijkste innovatie in lingerieontwerp van de 20e eeuw. De moderne beha, beargumenteren ze, duwt de boezem niet langer als één geheel omhoog, zoals de korsetten van weleer, noch duwt hij hem plat als in de jaren 20. Hij wordt voornamelijk figuurcorrigerend ingezet: de beha creëert het gewenste lichaamsprofiel zonder het lichaam zelf te vervormen. Vanaf eind jaren 20 schuilt de figuurcorrigerende kracht van beha's in de schouderbandjes, die de borsten subtiel optillen, en de twee cups, die de borsten apart vormgeven.
Rond 1929 sloeg de mode voor bovenkleding een andere richting in. Hoewel de vrouwelijke figuur slank bleef, verloor ze het jongensachtig karakter definitief. De taille klom naar het natuurlijke middel en werd – samen met de borsten – opnieuw benadrukt. De impact op ondergoed was in eerste instantie beperkt. Wel verdwenen onderhemden en lichaamsbedekkend ondergoed en ging men de beha en het heupkorset rechtstreeks op de huid dragen. Geleidelijk werden beha's lichter en werden ze vaker in elastische stoffen uitgevoerd, zoals lastex. Fabrikanten streefden over het algemeen naar groter draagcomfort voor een grotere groep vrouwen. De Britse firma Berlei introduceerde in 1930 een complex systeem van figuurtypes en maten. In 1932 introduceerde de Amerikaanse producent S.H. Camp and Company vier behamaten: A, B, C en D, die in eerste instantie de stevigheid van de borsten aangaven. Terwijl veel producenten nog lange tijd werkten met eenvoudige confectiematen, paste Warner in 1937 de lettermaten toe op het volume van de cups, zoals nog altijd gangbaar is. Verder verschenen er verstelbare bandjes met haken en ogen. Om consumenten een zo goed mogelijke pasvorm te bieden, leidden producenten en warenhuizen winkelassistenten op om lichaamsmaten correct op te meten en een passend behamodel voor te stellen. Verschillende behatypes werden in de jaren 30 ontwikkeld, maar braken pas door na de Tweede Wereldoorlog, zoals de bandeaubeha zonder bandjes, de beugelbeha en de beha met vullingen.

#### Jaren 40 en 50
De Tweede Wereldoorlog legde de kledingindustrie grotendeels lam, onder andere door rantsoenering van grondstoffen. Zo gold er in het Verenigd Koninkrijk een verbod op ondergoed met kant of borduurwerk. Zowel in Groot-Brittannië als in de Verenigde Staten kregen vrouwen – die een belangrijke rol speelden in de oorlog – het evenwel voor elkaar om damesondergoed te laten erkennen als een essentiële industrietak, zodat de kwaliteit van korsetten en beha's gewaarborgd bleef.

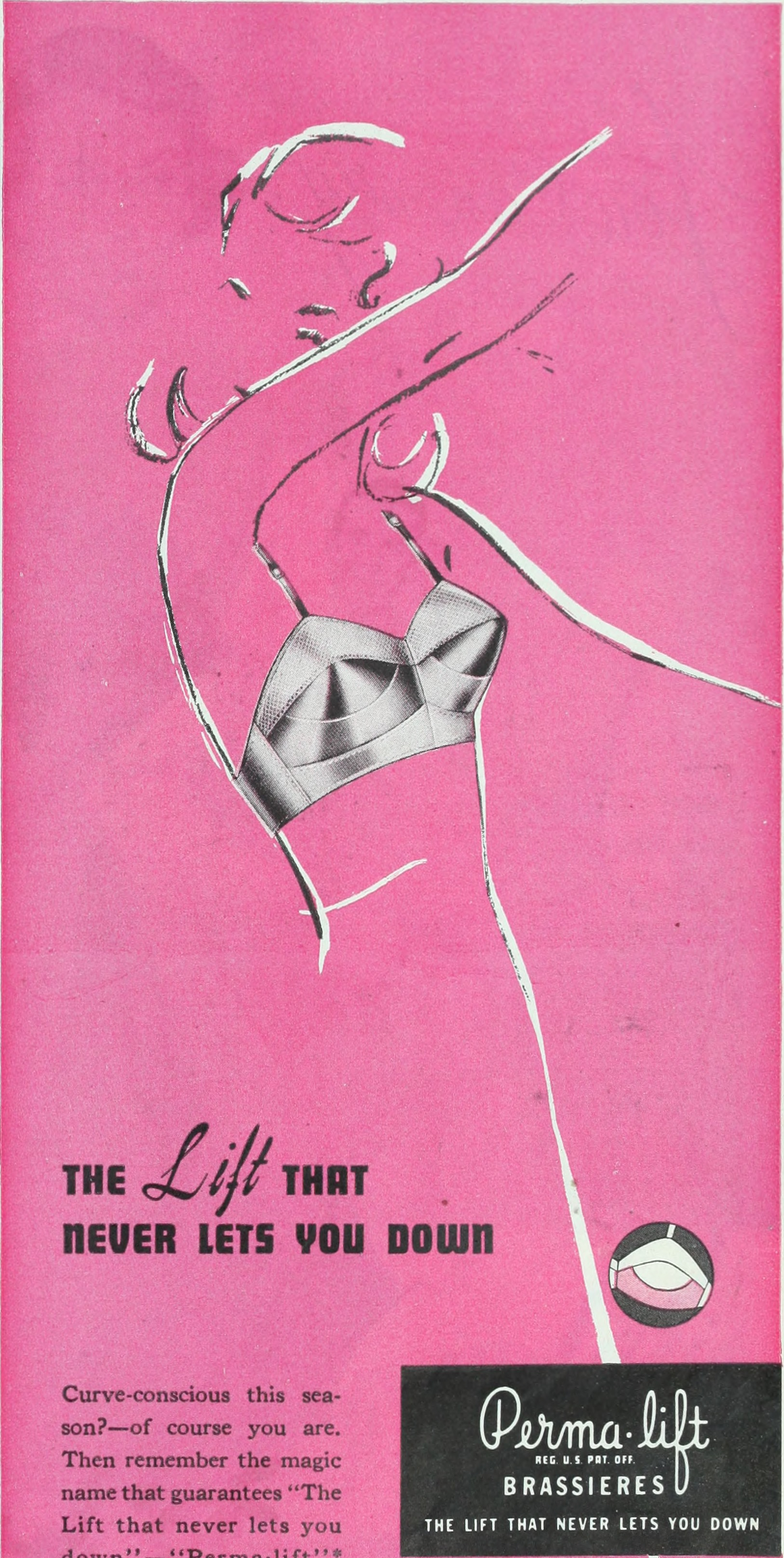
Deze advertentie uit 1948 voor een puntbeha in een lichte, elastische stof belooft een "permanente lift".

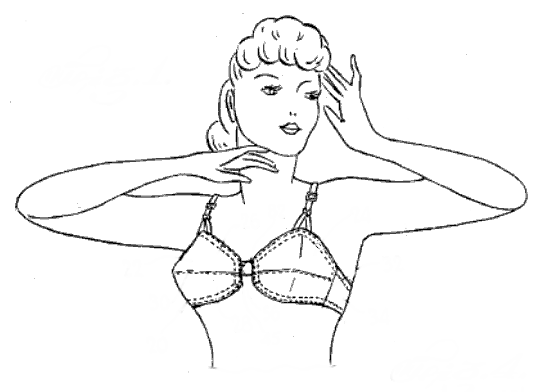
Illustratie bij een Amerikaans octrooi (1947)

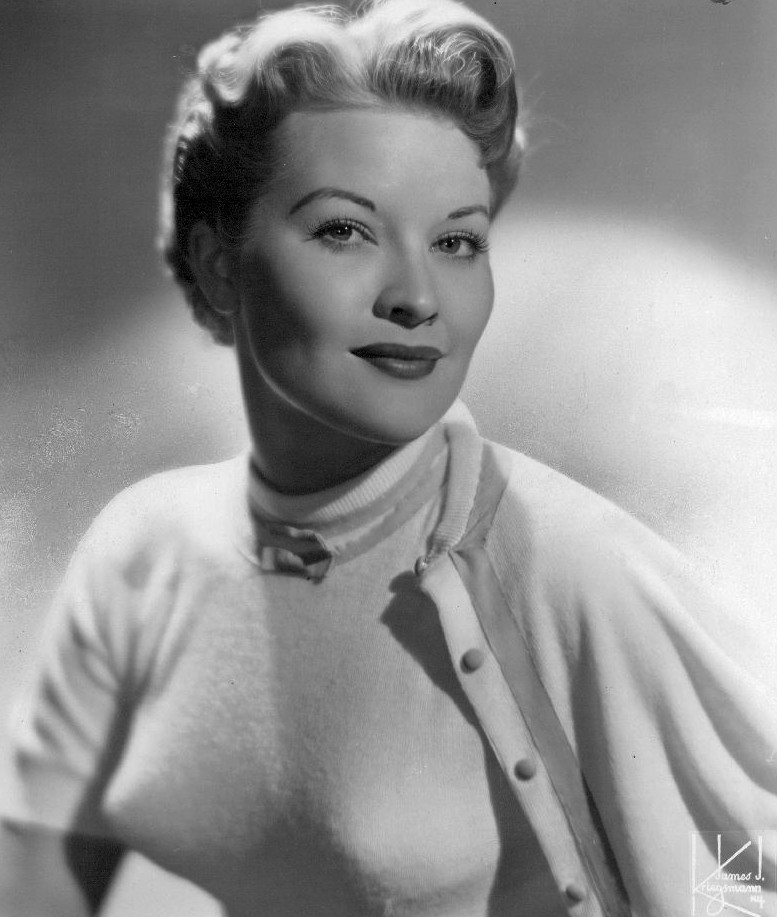
Actrice Patti Page in de karakteristieke sweater girl-look (1955)

In 1947 kwam de modewereld na de sobere oorlogsjaren weer tot leven. Europese en Amerikaanse ontwerpers, producenten en consumenten, die de oorlog maar al te graag achter zich wilden laten, sprongen op de kar van de Franse ontwerper Christian Dior. Diens jongste collectie – La ligne corolle, door de Amerikaanse pers de New Look genoemd – was hypervrouwelijk en opvallend luxueus. Wijde rokken, wespentailles, nauwe bovenstukken en smalle schouders waren kenmerkend voor het nieuwe vrouwbeeld. Het gewenste silhouet werd mogelijk gemaakt door het juiste ondergoed, zoals een stretchkorset en een (bandeau)beha.
Terwijl Diors New Look vooral op de taille werkte, verschoof de aandacht onder invloed van Amerikaanse film en televisie naar de boezem en naar de beha's die het nieuwe ideaalbeeld mogelijk maakten. Producenten adverteerden vanaf de jaren 50 in magazines en op tv met beelden van zich aan- en uitkledende vrouwen in glamoureuze poses. Ook in Hollywood was de beha niet langer onzichtbaar. Voluptueuze actrices als Lana Turner, Jayne Mansfield en Jane Russell droegen zowel op het doek als daarbuiten onder een nauwe sweater een puntbeha of bullet bra. Deze opvallende beha met kegelvormige cups werd in 1949 ontwikkeld door Maidenform en werd verstevigd en voorgevormd met doorgestikte naden. In diezelfde periode raakte – eveneens door toedoen van filmsterren – de in 1946 gelanceerde en nog erg gedurfde bikini ingeburgerd. In 1948 bracht het Amerikaanse Frederick's of Hollywood een eerste push-upbeha op de markt. Vullingen en gekantelde cups duwden de borsten van de drager omhoog en inwaarts, waardoor een decolleté haalbaar werd voor vrouwen met kleinere borsten.
Het veranderde silhouet werd mogelijk gemaakt door de uitvinding en toepassing van twee kunstmatige vezels na de Tweede Wereldoorlog. De Amerikaanse chemiereus DuPont ontwikkelde zowel nylon als lycra (elastaan): sterke, veerkrachtige en erg goedkope vezels. Deze nieuwe stoffen werden onder andere gebruikt om lichte en ietwat rekbare beha's, (heup)korsetten en onderbroeken te produceren. Tegelijk werd de textielproductie gemechaniseerd, waardoor modieus en duurzaam ondergoed betaalbaar werd voor mensen uit alle sociale klassen. Handvervaardigd ondergoed voor rijke dames verdween. Decoraties die tot dan alleen haalbaar waren in zware en dure stoffen, zoals taf en marquisette, werden door de uitvinding van het ragfijne nylon gemeengoed.

#### Jaren 60 en 70

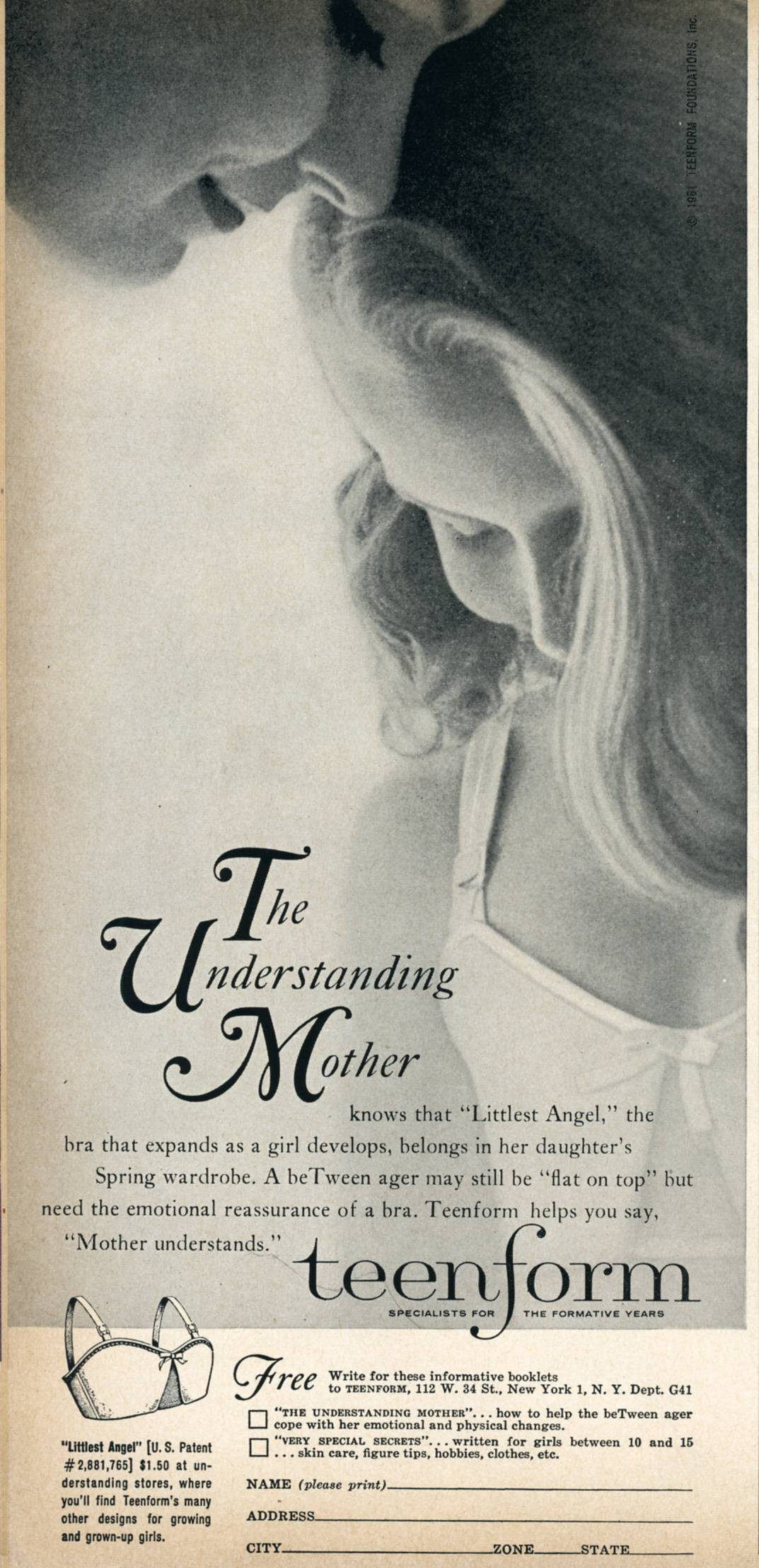
Een advertentie voor Teenform, een beha voor tienermeisjes (1961)

De borstenfixatie van de Amerikaanse maatschappij, de expansiedrang van ondergoedproducenten, de democratisering van confectie en de groeiende autonomie van tieners verklaren waarom behaproducenten zich ook op pubermeisjes gingen richten. Er werden comfortabele tienerbeha's ontwikkeld in lichte materialen. Zowel artsen als de kledingindustrie opperden dat beha's noodzakelijke ondersteuning boden. Uiteindelijk zou de ontwikkeling van gerieflijke en modieuze beha's voor een generatie mondige maar onzekere tieners het beeld van ondergoed voor alle leeftijden veranderen: meisjes die opgroeiden met goed zittende beha's in mooie stoffen, kleuren en motieven, zouden als volwassene hetzelfde verwachten van hun ondergoed.
In de tweede helft van de jaren 60 zette de vereenvoudiging van damesondergoed voor meisjes en vrouwen zich voort onder impuls van de minirok en maillot of kousenbroek. Toen korte rokken populair werden bij jonge vrouwen, verwierp men kousen en jarretellengordels als onpraktisch en begon men maillots te dragen. Ook heupkorsetten, corseletten, korsetten en onderhemden verdwenen grotendeels. Vanaf eind jaren 60 was het gebruikelijk om onder de bovenkleding louter een beha, een (almaar kleinere) onderbroek en eventueel een maillot te dragen. Hoewel de minirok zelf slechts enkele seizoenen populair was, en dat bij een kleine minderheid van de vrouwen, was de impact op damesondergoed permanent en nagenoeg universeel. Ook onder invloed van de tweede feministische golf en de seksuele revolutie werd traditioneel figuurcorrigerend ondergoed verworpen, won licht en betaalbaar ondergoed aan populariteit en werd er geëxperimenteerd met moderne en minimalistische beha's, zoals de No Bra van Rudi Gernreich uit 1964. Tot in de jaren 70 bleef damesondergoed klein, dun, soepel, sober en soms doorzichtig en werden beha's doorgaans niet gevuld of voorgevormd.
Een innovatie van de jaren 70 waren ondergoedsetjes, waarbij een beha werd aangevuld met een broekje of onderrok in dezelfde kleur of print. Voordien was dit moeilijk haalbaar, maar door de uitvinding van lycra tricot konden fabrikanten dezelfde prints maken in zowel traditionele als elastische stoffen. Eveneens in de jaren 70 werden de eerste in mallen geperste beha's geproduceerd, zoals de T-shirtbeha. Deze beha's worden in een stuk vervaardigd uit thermoplastische stoffen op basis van nylon, polyester en elastaan. Geperste beha's maakten in de loop van de jaren 70 een gestage opgang vanwege het draagcomfort en de toentertijd begeerde nude look.

#### Jaren 80 tot heden

Vroege sportbeha, eind jaren 1970.

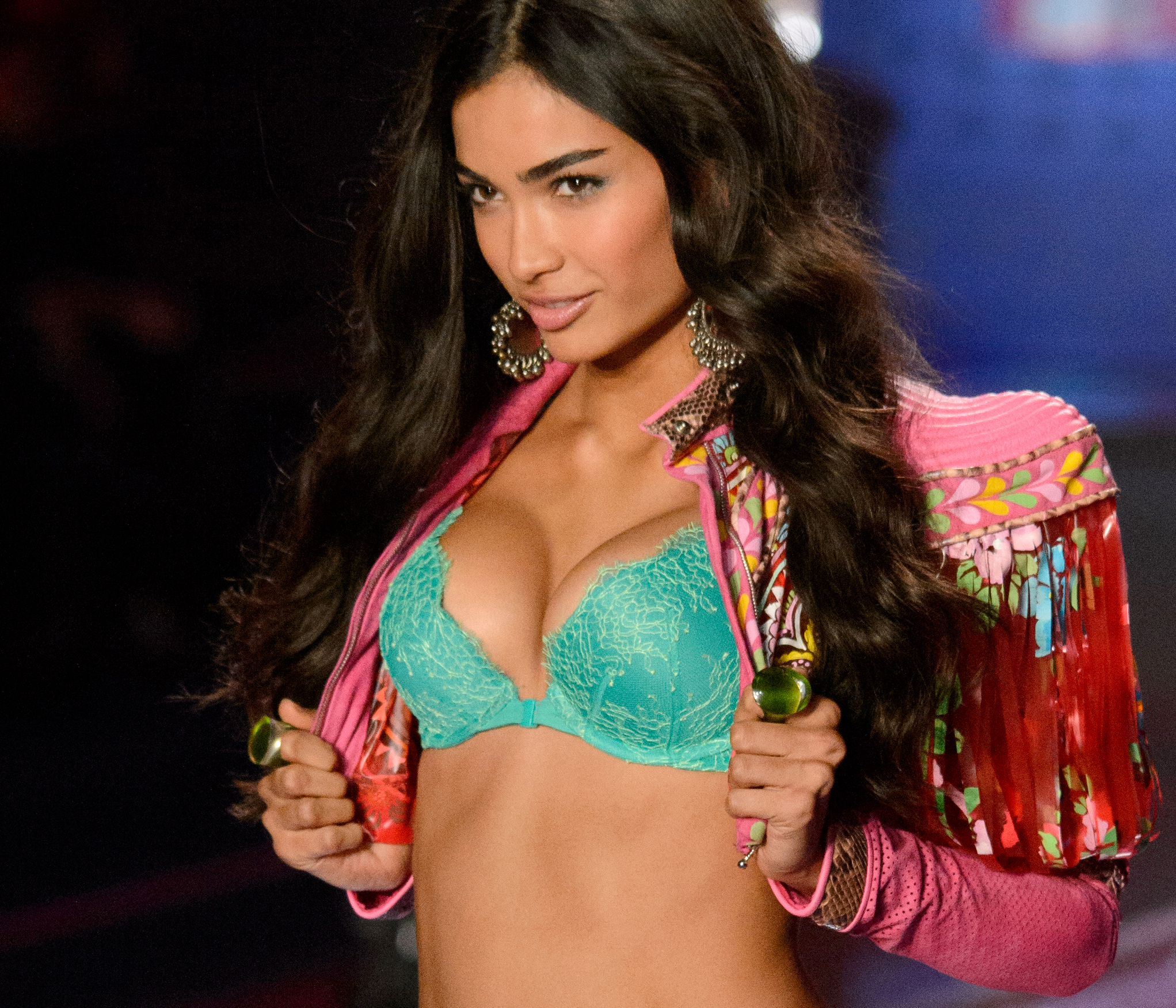
Lingeriemodel Kelly Gale in een push-upbeha tijdens een modeshow van Victoria's Secret (2014)

Eind 20e eeuw is het aanbod aan damesondergoed sterk gediversifieerd. Het assortiment bestaande uit klassieke fullcupbeha's en minimalistische creaties werd uitgebreid met T-shirtbeha's, sportbeha's en push-upbeha's. De eerste sportbeha werd in 1977 op de markt gebracht en beleefde door de jogging- en aerobicsrages een sterke groei in de jaren 80 en 90. Terwijl de vrouwenmode zich in de jaren 80 door de zakelijke herenmode liet inspireren – bijvoorbeeld met blazers met schoudervullingen – werd ondergoed opnieuw vrouwelijker en luxueuzer. Zo verscheen er, nadat damesondergoed twee decennia lang voornamelijk eenvoudiger en kleiner was geworden, lingerie die decoratiever, glamoureuzer en romantischer was. Popster Madonna blies het korset en de bustier nieuw leven in, en zette hiermee de trend voor zichtbaar ondergoed. Hoewel korsetten als bovenkleding geen gemeengoed werden, zijn zichtbare onderbroekranden en behabandjes sinds de jaren 90 in veel situaties niet langer taboe.
In de jaren 90 brak de push-up-beugelbeha door als het populairste type. Het schoonheidsideaal bleef lang en mager, maar nu met grotere en uitgesproken bolvormige borsten. Een push-upbeha maakte het mogelijk om dat ideaal te benaderen. Het model 1300 Dreamlift van de Canadese fabrikant Wonderbra uit de jaren 60 brak pas echt door begin jaren 90. In 1991 ging de Britse markt overstag, in 1993 gevolgd door het Europese continent en in 1994 door de Verenigde Staten. Ook concurrent Victoria's Secret zette – met de Miracle Bra – volop in op push-ups. In 1996 was de Wonderbra de meest verkochte beha tot dan. Sindsdien hebben producenten werk gemaakt van comfortabelere beha's. Tot op heden blijven push-up-, beugel- en T-shirtbeha's de meest gedragen types.

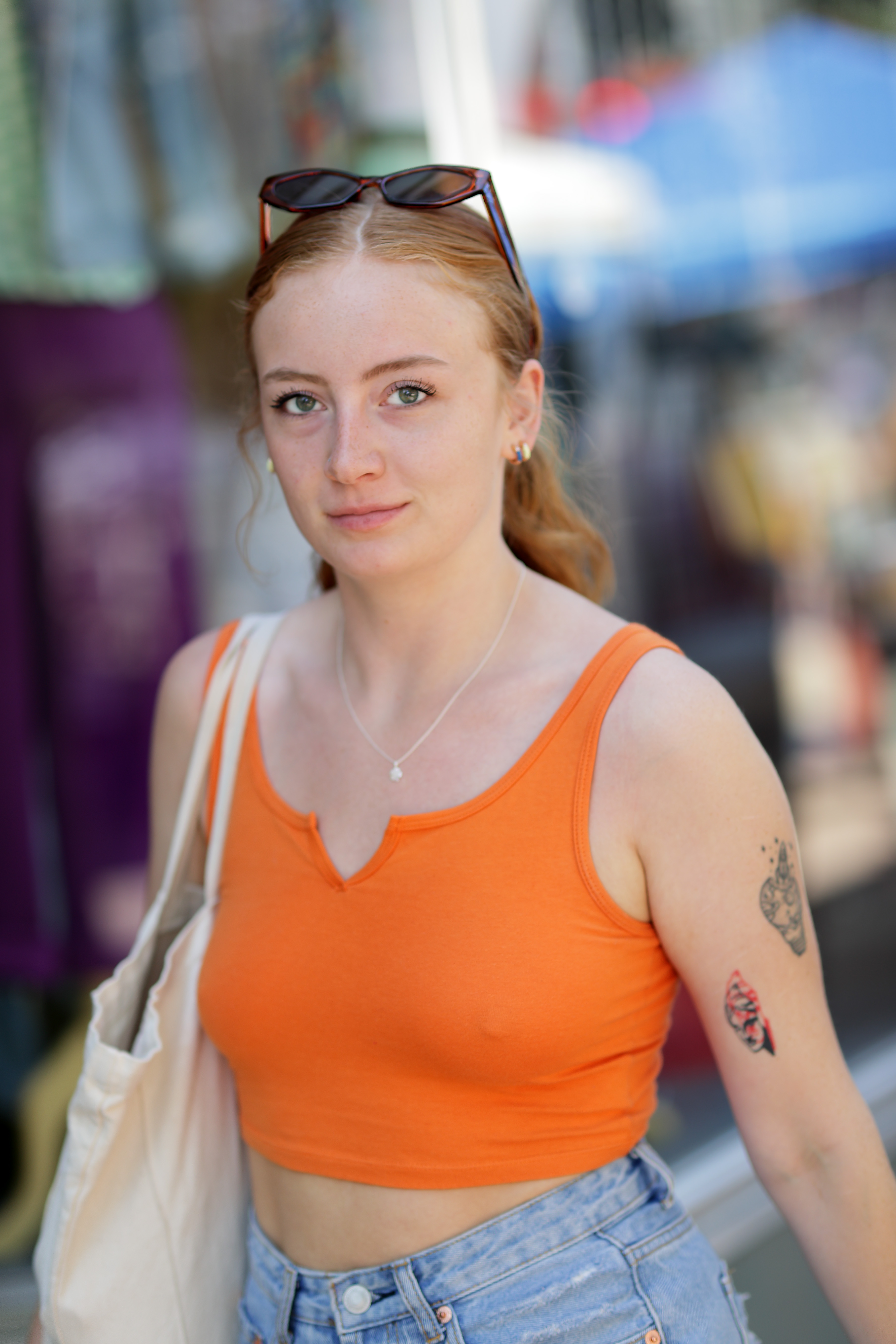
Een jonge Amerikaanse vrouw draagt een crop top zonder beha onder (2022).

Populaire media in het Westen berichtten dat vrouwen sinds de jaren 90 almaar grotere behamaten dragen. Op basis van cijfers van lingerieverkopers zou de gemiddelde behamaat in het Verenigd Koninkrijk van een 34B in 2008 naar een 32D in 2010 gegaan zijn en in de Verenigde Staten van een 34B circa 2006 naar een 36DD rond 2016. Er is evenwel geen wetenschappelijk onderzoek dat bewijst dat borstgrootte daadwerkelijk toeneemt. Onderzoekers wijzen op niet-gestandaardiseerde behamaten, naast mogelijke factoren zoals vergrijzing en toegenomen obesitas in landen als de VS en het VK. Een andere oorzaak voor de gestegen verkoop van beha's in grote maten kan zijn dat vrouwen zich meer bewust zijn van het belang van een goed passende beha en dat ze zich daardoor beter laten opmeten.
Sinds midden jaren 2010 zijn sportbeha's en bralettes aan een opmars bezig, voornamelijk bij millennials en generatie Z. Deze trends werden versneld door de coronapandemie. Onder jonge vrouwen in de jaren 2020 is het niet dragen van een beha genormaliseerd; zij beschouwen het niet langer als een verplichting, maar als een vrije keuze. Tegelijkertijd nam het aanbod ondergoed in verschillende tinten beige en bruin toe, om de nude look toegankelijk te maken voor mensen van alle huidskleuren.

## Ontwerp en productie

### Onderdelen en materialen

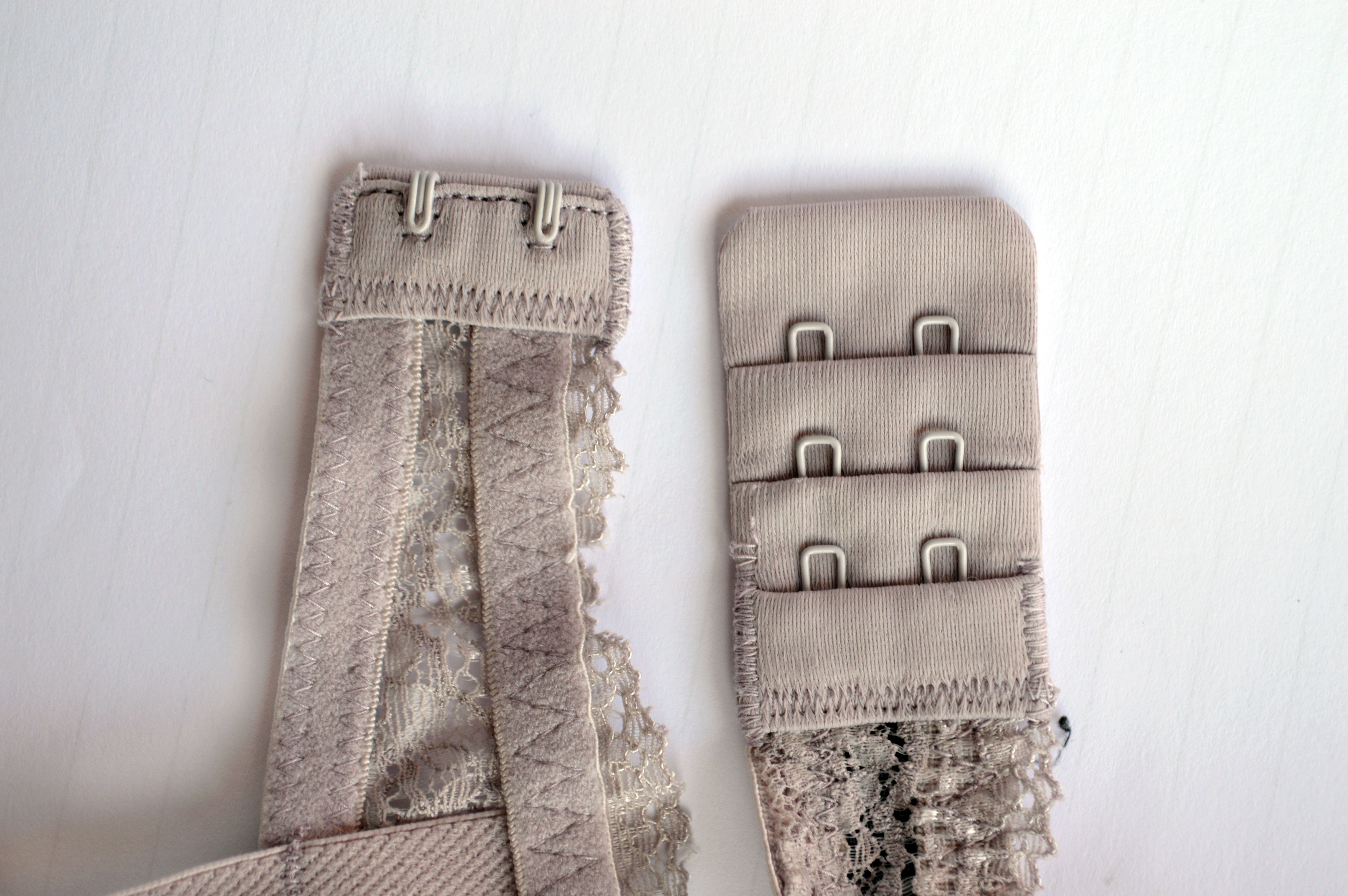
De twee delen van de rugsluiting van een beha, met in dit geval twee haakjes en drie rijen van telkens twee ogen

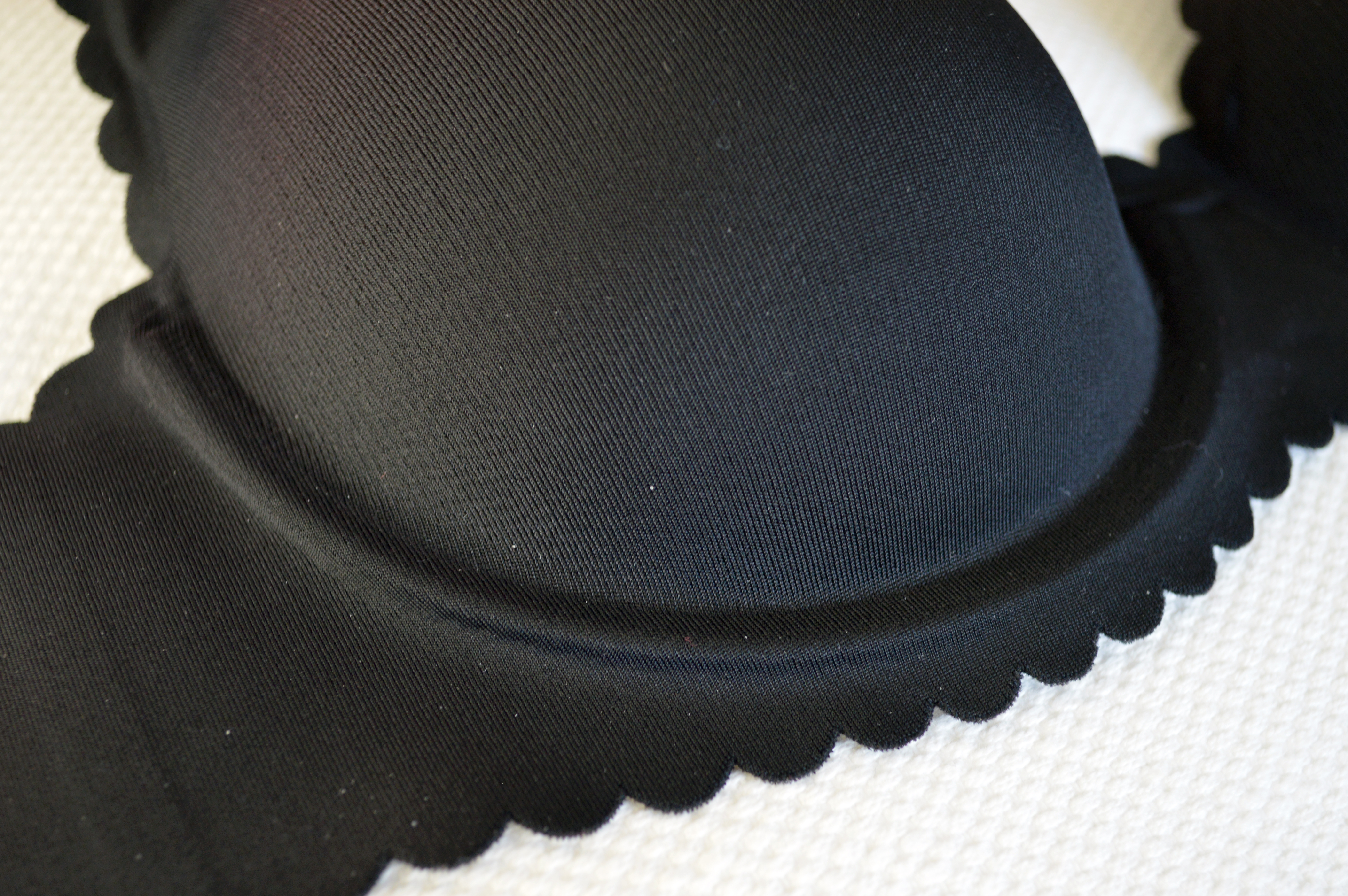
Close-up van een naadloze T-shirtbeha met beugels

De meeste beha's bestaan uit een band rond de borstkas onder de borsten, twee cups rond de borsten en twee schouderbandjes. Beha's zijn bijzonder complexe kledingstukken. Een typische beha is samengesteld uit twintig tot vijftig veelal kleine onderdelen, vaak in verschillende materialen. Bovendien moeten de opbouw en de naden heel degelijk zijn en moet de beha, die rechtstreeks op de huid wordt gedragen, comfortabel aanvoelen.
Oorspronkelijk werd voor de productie van beha's gebruikgemaakt van lappen linnen, katoenen laken en twill weave-stof, die met verborgen stiksels aan elkaar werden genaaid. Tegenwoordig vervaardigt men beha's uit tientallen stoffen, waaronder tricot, elastaan, latex, microvezel, satijn, jacquard, schuim, mesh en kant. In de cups worden soms vullingen of pads in schuim, siliconen of luchtzakjes aangebracht. Het merendeel van de beha's is daarnaast voorzien van beugels (baleinen) in de cups. De halfronde beugels zitten ingebed in de stof langs de onderrand van de cups. Voor de baleinen in beugelbeha's gebruiken producenten metaal, plastic of hars. De meeste beha's hebben een rugsluiting met haken en ogen, al bestaan er ook modellen met voorsluiting. Sommige sportbeha's en bralettes hebben geen sluiting, maar zijn elastisch genoeg om over het hoofd, de schouders en de borsten getrokken te worden.
Soms wordt een beha in andere kleding geïntegreerd. Zo worden in jurken, trouwjurken en topjes soms cups ingenaaid opdat je er geen beha onder hoeft te dragen. Hoewel het resultaat er vaak hetzelfde uitziet, biedt zo'n geïntegreerde beha zelden dezelfde steun.

### Maten
Beha's worden geproduceerd in verschillende maten om tegemoet te komen aan de grote verscheidenheid in menselijke lichamen. Hoewel de maten nagenoeg overal op dezelfde manier worden opgemeten, zijn er nationale en regionale maattabellen. De juiste behamaat vinden is niet altijd makkelijk. In speciaalzaken helpen winkelassistenten consumenten om de geschikte maat te vinden.
Er zijn meerdere systemen in gebruik om de behamaat te bepalen. Zo is er een Amerikaanse, Britse, Europese, Franse en Italiaanse maat. In Nederland worden de Europese maten het meest gebruikt en in België de Franse. Elk van deze systemen werkt met een letter die de cupmaat aangeeft en een cijfer voor de borstomtrek. Cupmaten worden berekend op basis van het verschil in omtrek van de torso over de borsten en onder de borsten. De cupmaten zijn gerelateerd aan de bandmaat, waardoor een B-cup met maat 75 niet even groot is als een B-cup met maat 80. De kleinste cup is AA, waarop (in continentaal Europa) de maten A, B, C, D, E, ... volgen. Veel merken bieden 36 verschillende maatcombinaties aan.
Niet alle beha's worden volgens zo'n maatsysteem geproduceerd. Bralettes, sportbeha's en topjes zonder voorgevormde cups worden doorgaans aangeboden in een vijf- of zestal maten, en louter op basis van de borstomtrek, niet op basis van het verschil tussen borstomtrek over en onder de borsten. Hiervoor hanteren fabrikanten de plaatselijk gebruikelijke confectiematen voor bovenstukken. Ten slotte experimenteren sommige fabrikanten met alternatieve maatsystemen.

### Ontwerp, productie en verkoop
Het productieproces van een beha begint met de ontwerpfase. Het voltooide ontwerp, al dan niet op basis van bestaande patronen, wordt door een of meer naaisters uitgewerkt tot een prototype om ontwerpfouten en onvolmaaktheden op te sporen en het model te beoordelen op draagcomfort en esthetiek. Sommige producenten laten hun prototypes langdurig uittesten door proefpersonen. Goedgekeurde ontwerpen worden machinaal geproduceerd in verschillende maten. De panden worden volgens aangeleverde patronen gesneden en met een naaimachine aan elkaar gezet. In grote productie-eenheden komen hier doorgaans geen naaisters aan te pas. Soms is de productie van de delen van een beha opgesplitst en verdeeld over meerdere fabrieken. Labels en kleine, metalen onderdelen zoals haken en ogen worden op het einde van het proces in de beha's genaaid en gestreken. Na afloop worden de beha's gevouwen, verpakt en gedistribueerd.
Naar schatting 60 percent van alle nieuwe beha's wordt in het tweede decennium van de 21e eeuw in de Volksrepubliek China geproduceerd, vaak in gespecialiseerde industriesteden met meerdere textielfabrieken. Fabrikanten vestigen zich almaar vaker buiten China, in Zuidoost-Aziatische landen waar de lonen lager liggen, als Vietnam, Thailand, Cambodja en Myanmar. Ook in India, Sri Lanka en Bangladesh wordt veel damesondergoed gefabriceerd voor export. Beha's worden vaak geproduceerd in sweatshops, waar arbeiders lage lonen ontvangen en gebukt gaan onder slechte arbeidsomstandigheden. Ook in het rijke Westen zijn producenten van lingerie actief, zij het meestal voor dure merken. Zowel in de Verenigde Staten als in de Europese Unie komen de laatste jaren ontwerpers en producenten op die duurzame beha's maken.

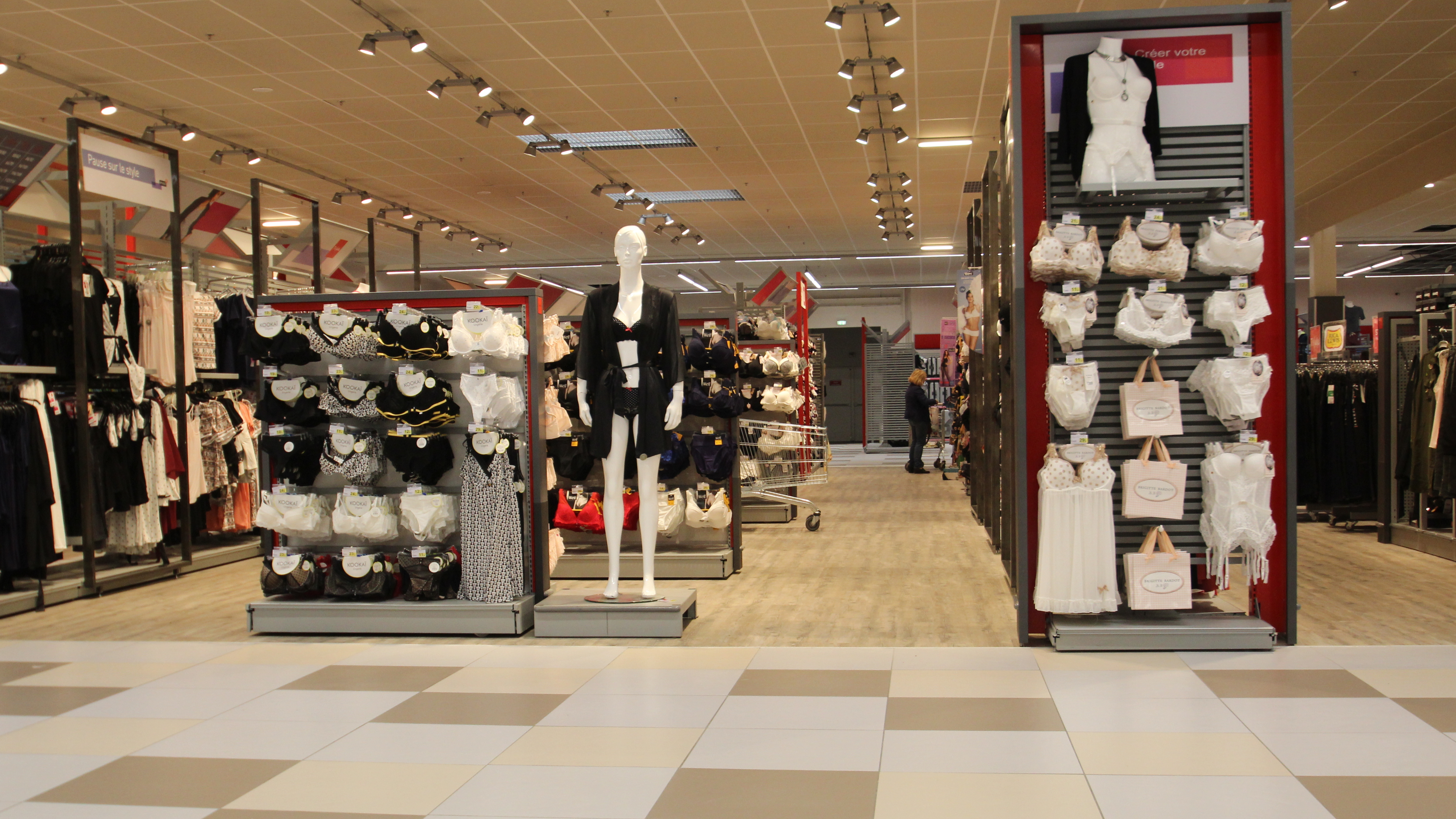
Ondergoedafdeling in een Franse supermarkt

Er zijn geen cijfers beschikbaar die aangeven welke bedrijven de grootste behaproducenten of -retailers zijn. Internationaal belangrijke merken, die al dan niet eigen winkels hebben, zijn onder andere Aerie, Agent Provocateur, Aubade, Berlei, Calvin Klein Underwear, Chantelle, DIM, Eres, Etam, Frederick's of Hollywood, Huit, Hunkemöller, Intimissimi, Jockey, La Perla, Livera, Maidenform, Marie Jo, Marlies Dekkers, Playtex, Prima Donna, Schiesser, Simone Pérèle, Sloggi, Spanx, Triumph, Victoria's Secret, Wacoal, Wolford en Wonderbra. Sportbeha's worden doorgaans op de markt gebracht door sportkledingmerken. Veel consumenten kopen huismerken van warenhuizen, kledingsupermarkten als Zeeman en modeketens als H&M. Hoewel er al sinds de jaren 2000 veel webwinkels gespecialiseerd in lingerie bestaan, kwam lingerie in e-commerce pas echt van de grond rond 2020.
Wereldwijd gaan er elk jaar zo'n 1,6 miljard (2016) beha's over de toonbank. In 2016 werd de markt op 16 miljard Amerikaanse dollar geschat. Beha's nemen meer dan de helft in van de totale lingeriemarkt. In 2017 werd de markt voor vrouwenondergoed geschat op 38 miljard dollar; in 2024 zou hij 60 miljard dollar waard zijn.

### Soorten beha's

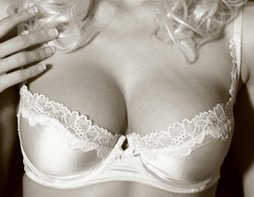
Balconette-push-upbeha

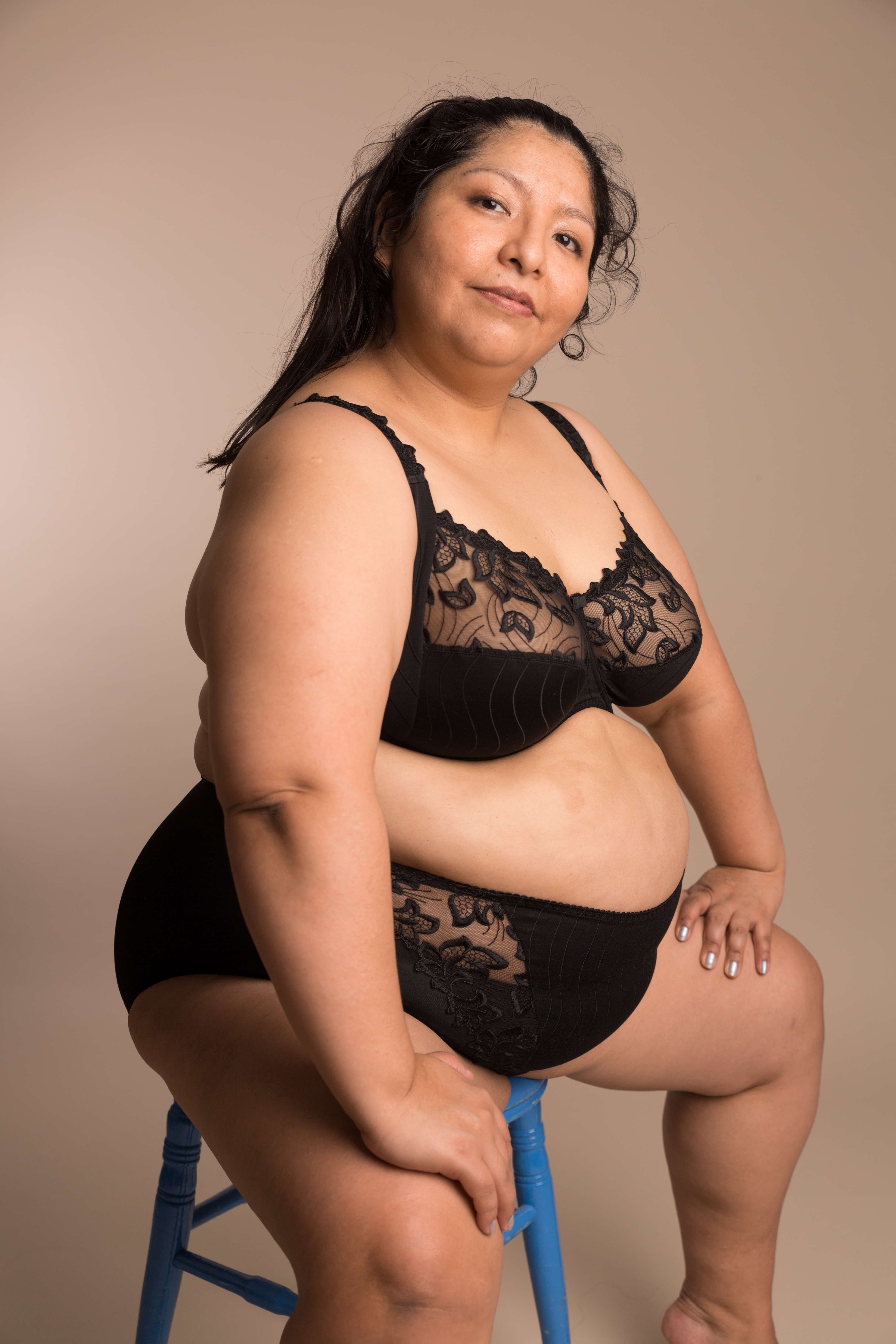
Niet-gevoerde fullcupbeha met beugels

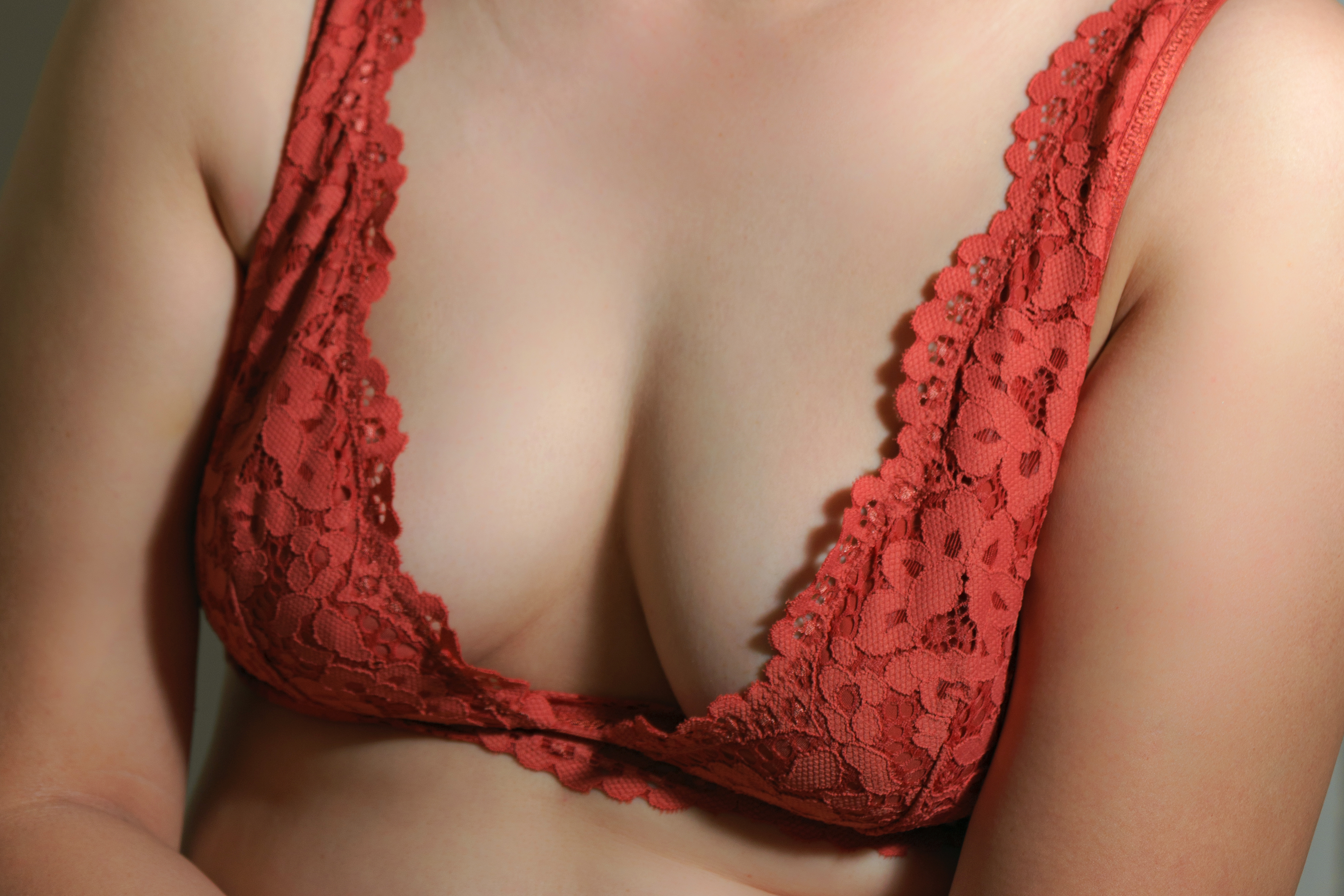
Bralette

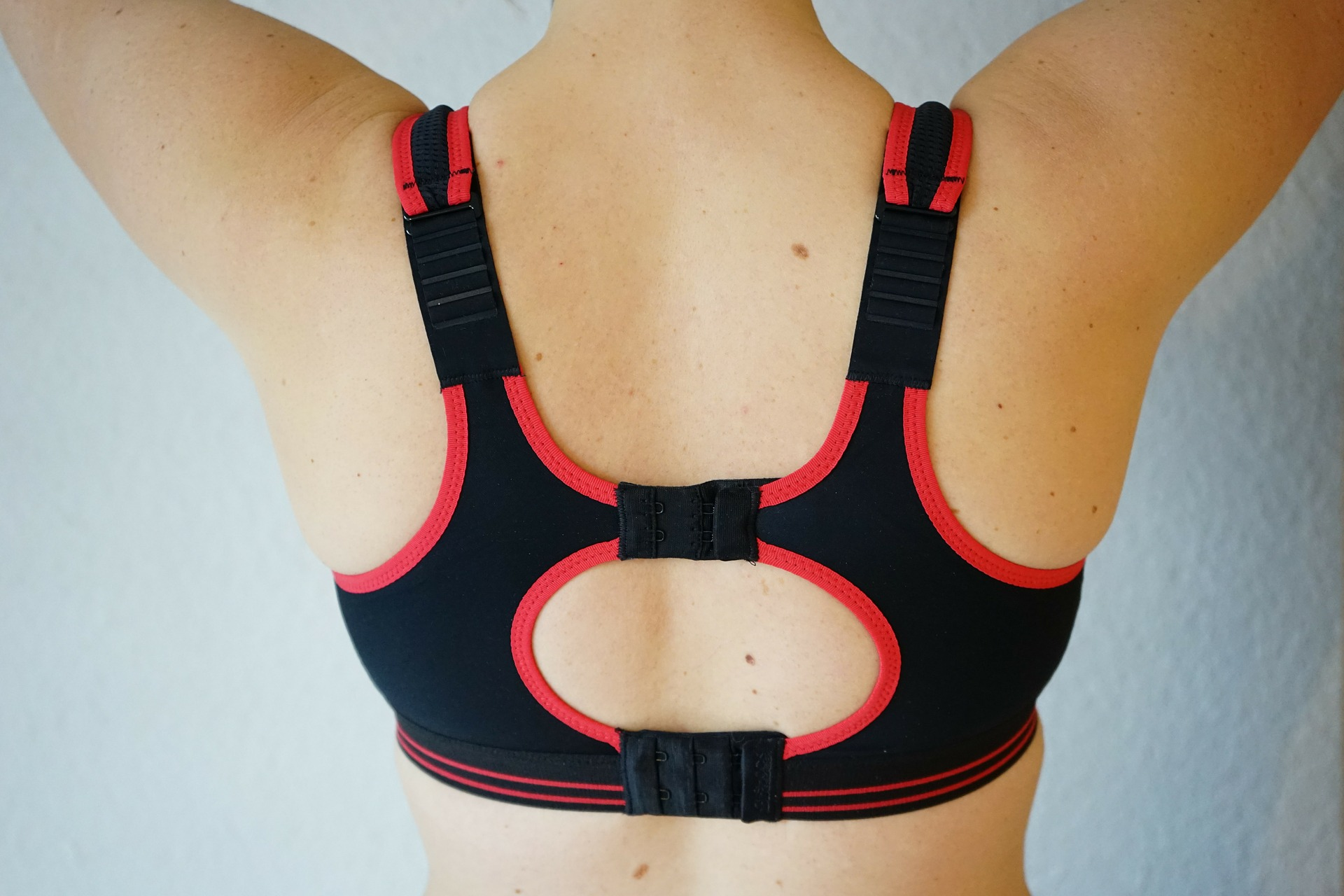
De achterzijde van een op verschillende punten verstelbare sportbeha

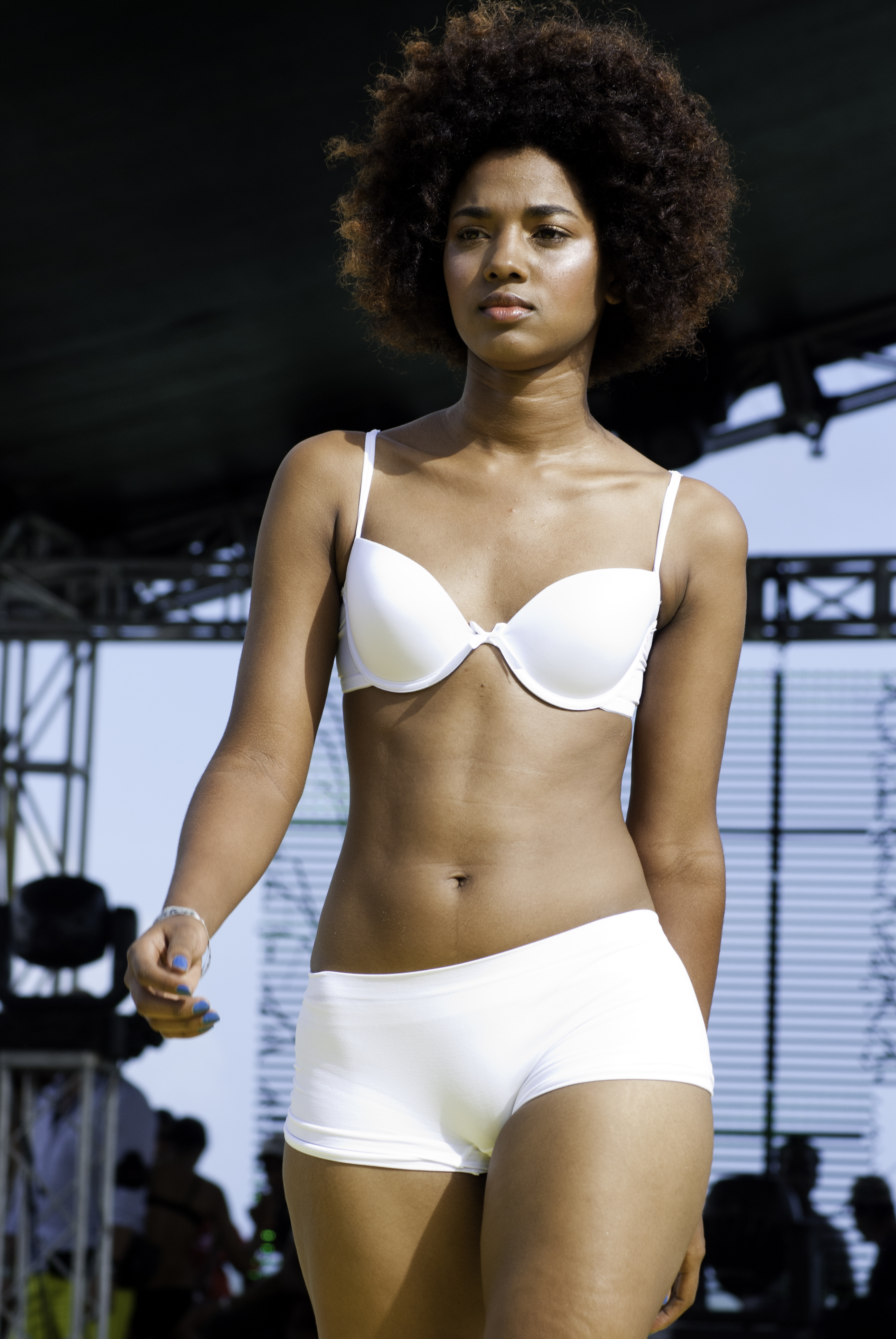
Veel bikinibovenstukken zijn in vorm identiek aan beha's. Deze vrouw draagt een beugelbeha met kleine cupmaat en bijpassende boyshorts als strandkleding.

Er zijn veel soorten beha's, met verschillende ontwerpen, functies en materialen. Enkele van de meest voorkomende of herkenbare behamodellen en -stijlen worden hieronder beschreven.
| Type                             | Beschrijving |
| -------------------------------- | --- |
| Balconette Balconnet             | Een soort demi bra – die ongeveer de onderste helft van de borsten ondersteunt en bedekt – met een lage halslijn. De beha bestaat uit twee halve maantjes die bovenaan ongeveer een rechte lijn vormen. De bevestiging van de schouderbandjes wordt meer naar de buitenkant geschoven. |
| Bandeau Strapless beha           | Een beha zonder schouderbandjes. Vaak worden bandeaus vervaardigd uit rekbare stoffen, al dan niet voorzien van een sluiting aan de achterkant. Terwijl strapless beha's per definitie geen schouderbandjes hebben, bestaan er wel bandeaumodellen met (afneembare) bandjes. |
| Beugelbeha                       | Een beha waarin onder de borsten twee dunne, halfronde beugels zijn verwerkt. De beugels worden in de stof gestikt aan de onderkant van de cups. |
| Borstvoedingsbeha                | Een fullcupbeha waarbij de cups opengemaakt kunnen worden zonder de beha af te nemen, zodat de drager makkelijk borstvoeding kan geven. Vaak hebben borstvoedingsbeha's brede schouderbanden voor extra ondersteuning. |
| Bralette                         | Een eenvoudige beha in een lichte stof zonder voorgevormde cups. Een bralette bedekt de borsten, maar biedt bijna geen ondersteuning en wordt dus vooral gedragen door vrouwen met kleine borsten. |
| Bustier                          | Een op een korset geïnspireerde beha die tot aan de taille reikt en geen schouderbandjes heeft. |
| Fullcupbeha                      | Een model dat de volledige borsten omvat. |
| Gevoerde beha Voorgevormde beha  | Een beha waarvan de cups een vaste vorm hebben, ook wanneer hij niet wordt gedragen. De cups bevatten een (soms verwijderbare) schuimvulling en worden meestal ondersteund door beugels. |
| Longlinebeha                     | Een model waarvan de stof tot aan de taille reikt, vergelijkbaar met een naveltruitje (maar dan met cups) of bustier (maar dan met bandjes). |
| Minimizer                        | Een beha die de borsten tegen het lichaam aanduwt en het volume spreidt, waardoor de borsten kleiner lijken. |
| Multiwaybeha                     | Een beha waarvan de bandjes op verschillende manieren gedragen kunnen worden, bijvoorbeeld recht of kruisend. |
| Plakbeha                         | Een beha zonder riem en schouderbandjes, die uitsluitend bestaat uit twee vooraan met elkaar verbonden cups. Plakbeha's zijn ontworpen om gedragen te worden onder galakleding. Ze maskeren de tepels en kunnen de borsten dichter tegen elkaar brengen voor een voller decolleté. |
| Plungebeha                       | Een beha geschikt om te dragen onder kleding met een diep uitgesneden hals. De cups zijn doorgaans gekanteld, waardoor de beha in het midden dieper uitgesneden kan worden. Soms is het verbindingsstukje in het midden zelfs verlaagd tot onder de basis van de borsten. Veelal staan de schouderbandjes, net als bij een balconette, ver uit elkaar, zodat de beha niet zichtbaar is onder een bloes of jurk met diep decolleté. |
| Postoperatieve beha Prothesebeha | Een beha voor patiënten die een borstamputatie (mastectomie) hebben ondergaan. De meeste prothesebeha's hebben in één of in beide cups een vak waarin een borstprothese op maat past. |
| Puntbeha                         | Een fullcupbeha met cups in de vorm van kegels. De bullet bra was populair in de jaren 50, maar is nu veeleer een curiosum. |
| Push-upbeha                      | Een beha die de borsten ietwat optilt en dichter bij elkaar brengt. Een push-up creëert die illusie van grotere of vollere borsten, en vergroot zo het decolleté, doordat de cups van de beha naar binnen zijn gekanteld en/of voorzien zijn van vullingen (meestal padding van siliconen). De meeste push-upbeha's zijn beugelbeha's met halfopen cups (demi cup).                                                                |
| Softbeha Softcupbeha             | Een beha met voorgevormde cups maar zonder beugels of vulling. |
| Sportbeha                        | Een beha uit een stevige, elastische stof die de zij- en opwaartse bewegingen van de borsten tijdens het sporten reduceert. Sportbeha's hebben geen beugels. Veelal bedekken ze een groter deel van de boezem dan andere beha's. |
| Triangelbeha                     | Een eenvoudige beha die vooraan bestaat uit twee driehoeken stof over de borsten. Aan de hand van een of meer coupenaden wordt de stof enigszins voorgevormd, al kan deze pasvorm ook verkregen worden met een rekbare stof. |
| T-shirtbeha                      | Een voorgevormd model zonder zichtbare naden, haakjes of andere onderdelen wanneer het onder een nauw aansluitend topje, T-shirt of lichte sweater wordt gedragen. De cups zijn vaak voorzien van dunne schuimvullingen om de tepels te verbergen en de stof is veelal lasergesneden. |

## Sociale en culturele aspecten

### Gebruik en motieven
Er zijn geen betrouwbare, globale, recente statistieken over het percentage vrouwen dat gewoonlijk een beha draagt. Volgens Frans marktonderzoek droeg in 1959 94,5% van de vrouwen gewoonlijk een beha; in 1970 ging het om 84%. Opnieuw volgens Frans marktonderzoek, ditmaal uit 2020, droeg 3% van de vrouwen en 4% van de vrouwen jonger dan 25 jaar nooit of bijna nooit een beha. De coronapandemie zorgde voor een sterke afname van behagebruik, voornamelijk bij jonge vrouwen (20% van hen droeg geen beha's tijdens de eerste lockdown).
De meeste tienermeisjes en volwassen vrouwen in de Westerse wereld dragen overdag en buitenshuis een beha. Voor velen van hen is het een vanzelfsprekende gewoonte. Meisjes beginnen vaak aan het begin van of tijdens de puberteit met een beha; een eerste beha kopen en dragen kan gezien worden als een overgangsritueel. Maar niet overal ter wereld dragen vrouwen bustehouders. In ontwikkelingslanden kan de kostprijs van een beha oplopen tot het equivalent van 30 werkuren. Op tweedehandsmarkten in West-Afrika zijn oude beha's daarom erg begeerde goederen. In sommige niet-verwesterde culturen is een beha dragen ongewoon; soms is topless de norm.

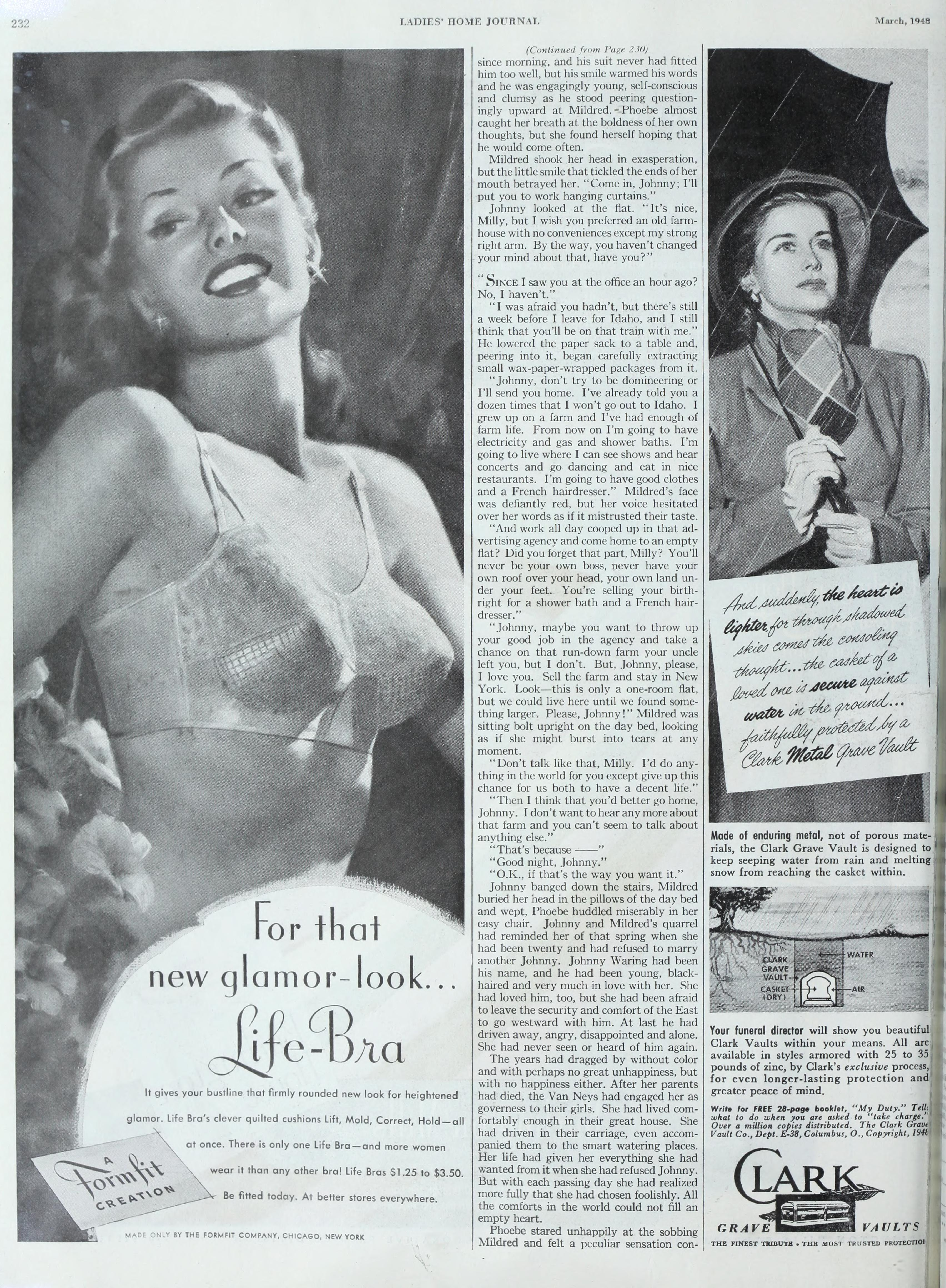
Deze advertentie uit 1948 koppelt het product aan glamour. De beha helpt de boezem "optillen, kneden, corrigeren, vasthouden".

De motieven om een beha te dragen lopen sterk uiteen. In sommige gevallen biedt het kledingstuk de nodige ondersteuning om comfortabel en pijnloos te bewegen. Vooral vrouwen met grote borsten en vrouwen die aan intensieve lichaamsbeweging doen, ervaren de behoefte om een aangepaste beha te dragen. Comfort is voor de meeste vrouwen de beslissende factor als zij een beha kiezen. Dat een beha voor elke vrouw noodzakelijk is om de borsten te ondersteunen, is een mythe. Of een beha al dan niet comfort biedt, hangt van allerlei factoren af, zoals de grootte van de borsten en de gewoonten van de drager. Beha's hebben bovendien geen effect op het gaan hangen van de borsten, in tegenstelling tot wat veel dragers veronderstellen. Borsten verslappen en zakken vanzelf naarmate de leeftijd vordert. De mogelijke impact van beha's hierop is onvoldoende bestudeerd.
De beha vervult onder meer een cosmetische functie. Zo is een beha voor veel dragers een middel om de aandacht in een professionele of publieke omgeving niet te veel op de borsten te vestigen. Een beha geeft de boezem een min of meer vaste vorm en maskeert de tepels. Zichtbare tepels of een 'opzichtig' decolleté worden in sommige situaties niet sociaal aanvaard of leiden tot stigma. Ook uit esthetische of mode-overwegingen kan men het egaliserende effect van een beha nastreven.
Een beha kan evengoed gebruikt worden om de aandacht op de boezem te vestigen. Zo zijn zowel een push-upbeha als een plungebeha ideaal om een decolleté te creëren. Menige vrouw met relatief kleine borsten ervaart meer zelfvertrouwen wanneer ze ondergoed draagt dat haar boezem visueel vergroot. Ook wanneer de beha door de bovenkleding zichtbaar is, kan dat als sexy worden beschouwd. Hoe vrouwen hun beha ook inzetten, veel dragers geven aan dat een beha goed is voor hun zelfvertrouwen en dat zij zich beter voelen met een beha.
Aan de andere kant is er een minderheid in de geïndustrialiseerde landen die het verkiest om nooit een beha te dragen of om de beha op bepaalde momenten achterwege te laten, bijvoorbeeld uit verzet tegen sociale normen, omdat de drager fysieke ongemakken ervaart of omdat een beha voor de gezondheid en het comfort gewoonweg niet noodzakelijk is. Heel wat dragers kiezen er bijvoorbeeld voor om thuis hun beha achterwege te laten. Daarnaast zijn beha's relatief duur. Ten slotte kan het niet dragen van een beha een gevoel van vrijheid geven en voelen bepaalde mensen zich aantrekkelijker zonder. Tijdens de lockdown naar aanleiding van de coronapandemie van 2020, lieten meer vrouwen hun beha achterwege. Als voornaamste redenen daarvoor gaven jonge vrouwen het ongemak op, een negatieve impact op de borsten en de strijd tegen seksualisering.

### Gezondheid en hygiëne

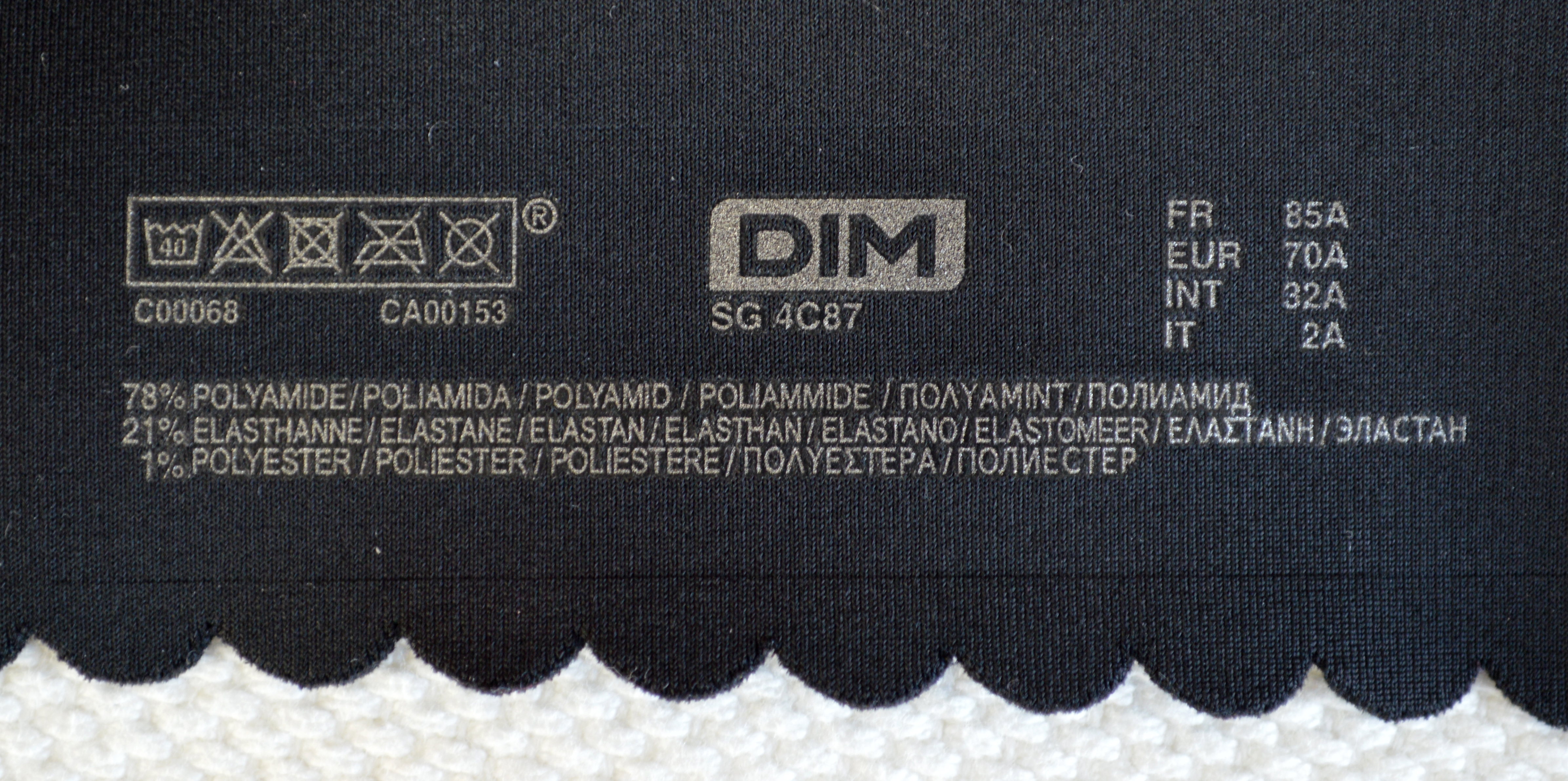
Label aan de binnenzijde van een beha met het wasvoorschrift, het merk, de behamaat volgens verschillende systemen en de stofsamenstelling

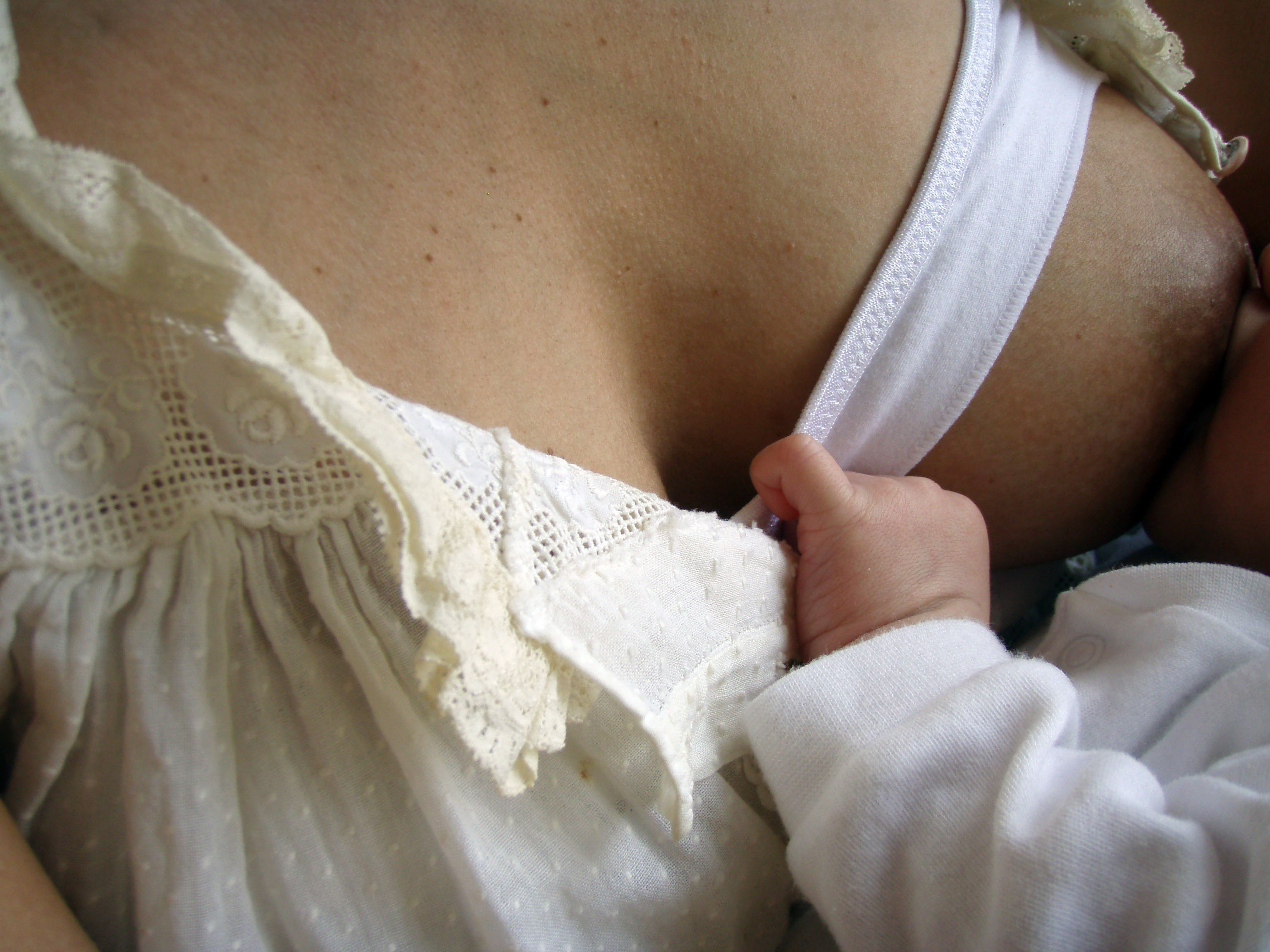
Een vrouw in een borstvoedingsbeha geeft haar baby de borst

Een beha kan, door de borsten op hun plaats te houden, bijdragen aan het comfort. Sommige activiteiten zoals hardlopen kunnen pijnlijk zijn zonder een (sport)beha. Met de juiste sportbeha hebben sporters minder last van spierpijn.
Een beha kan echter ook aanleiding geven tot gezondheidsproblemen. Gezondheidsklachten ten gevolge van de verkeerde behamaat komen vaak voor. Een kleinschalige studie, waaraan dertig vrouwen met rugklachten deelnamen, wees uit dat vier op de vijf participanten een verkeerde behamaat droegen, het merendeel een te kleine beha. Een slecht passende beha kan aanleiding geven tot een ongezonde houding en rug-, nek- en schouderpijn. Te strakke bandjes kunnen huidirritatie veroorzaken. Dat beugelbeha's borstkanker zouden veroorzaken, is een mythe.
Bij gebruik worden beha's, zoals alle onderkleding, vuil. Op beha's kunnen bacteriën, micro-organismen, zweet, talg, lichaamsverzorgingsproducten en andere stoffen accumuleren. Voor een optimale hygiëne wordt aanbevolen een beha na twee of drie draagbeurten te wassen. Producenten raden een handwas aan of, als je beha's in de wasmachine wast, beschermende waszakjes. Een schone, passende beha kan ervoor zorgen dat er zich geen zweet opstapelt in de borstplooien en kan zo uitslag of zweren voorkomen.
Moeders met een zuigeling kunnen om discreet borstvoeding te geven een borstvoedingsbeha dragen. Daarvan kunnen de cups eenvoudig opengemaakt worden tijdens het dragen. Ook voor mensen die een mastectomie of borstamputatie hebben ondergaan, bijvoorbeeld als remedie tegen borstkanker, bestaan er speciale beha's. De meeste mastectomie- of borstprothesebeha's hebben in een van de twee cups, of in beide cups, een vak waarin de borstprothese past. Verder bestaan er modellen die de gewenste ondersteuning bieden na een chirurgische ingreep aan de borsten, zoals een borstvergroting of -verkleining.

### Seksualiteit
Aangezien men iemand anders doorgaans uitsluitend in ondergoed te zien krijgt tijdens het aan- of uitkleden, in de privésfeer, wordt zichtbaar ondergoed sterk geassocieerd met intimiteit en seksualiteit. Hoewel volledige naaktheid dezelfde associaties oproept, heeft een lichaam toch enige kleding nodig "om écht sexy te zijn", aldus modecriticus Colin McDowell. "Bedekte huid of op een geraffineerde manier getoonde huid biedt iets wat naaktheid niet biedt: de spanning van verwachting en onthulling." In verschillende culturen gaat er een grote seksuele aantrekkingskracht uit van lichaamsdelen en kledingstukken die men onder normale omstandigheden niet te zien krijgt. Zo is er in het Westen een fascinatie voor zowel borsten als beha's. Niet alleen zijn de areola en tepel erogene zones, de borsten zijn ook een traditioneel focuspunt van mannelijke, heteroseksuele begeerte.
Vrouwen kunnen de seksuele aantrekkingskracht van hun boezem op verschillende manier versterken met een beha. Zowel zichtbare behabandjes als verfijnde of weinig verhullende lingerie gelden als sexy. Push-upbeha's en beha's met vullingen scheppen de illusie van vollere borsten, wat begeerlijk wordt geacht, en kunnen de drager helpen om een decolleté te creëren. Ook wanneer het effect beperkt blijft – en nog altijd als zedig wordt beschouwd – kan een beha bijdragen aan een toegenomen gevoel van zelfvertrouwen en aantrekkelijkheid.

### Beha als bovenkleding
| |  |  |
| Sinds de jaren 2000 wordt sporten in een sportbeha zonder bovenstuk op veel plaatsen aanvaard. In de mode van de jaren 2010 verschenen bralettes eveneens als bovenkleding. |  |  |

In de westerse cultuur hoort ondergoed onzichtbaar te zijn. Sinds eind 20e eeuw treden beha's soms toch op de voorgrond. In het Engels spreekt men van underwear as outerwear, in het Frans van dessus-dessous. Popster Madonna was in de jaren 1980 een van de eerste die beha's en korsetten als bovenkleding begon te dragen. In de jaren 90 kwamen zichtbare behabandjes op in de jongerenmode. Het beeld van Amerikaans voetbalster Brandi Chastain die na een doelpunt in de finale van het wereldkampioenschap 1999 haar truitje uittrok en zo haar sportbeha toonde, ging de wereld rond en wordt aangehaald als een verklaring voor de opkomst van sportbeha's als bovenkleding. Sinds de jaren 2010 draagt men verfijnde bralettes ook als bovenkleding of zichtbaar onder een bloes of jasje.

### Feministische kritiek

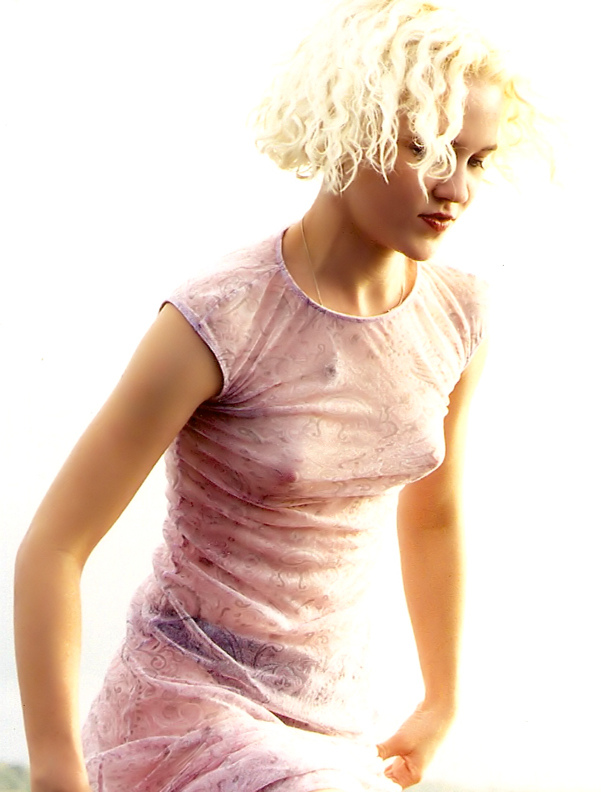
Moderne feministen dichten de beha zowel disciplinerende als emanciperende functies toe. Wie geen beha draagt, distantieert zich mogelijk van het schoonheidsideaal, maar krijgt ook te maken met stigma en seksisme.

Hoewel de beha in zijn moderne gedaante een bevrijding betekende voor veel Westerse vrouwen, onder andere omdat hij meer bewegingsvrijheid biedt dan een dwingend korset, kwam er vanaf de jaren 1960 en 70 feministische kritiek op het kledingstuk. Feministes van de tweede golf zagen typisch 'vrouwelijke' tooi zoals beha's, korsetten, hoge hakken, nylonkousen, geonduleerd haar, valse wimpers en make-up als patriarchale middelen om de vrouw te onderdrukken en haar te reduceren tot een seksobject.
Deze feministische kritiek bereikte de mainstream na een demonstratie van de New York Radical Women tijdens de schoonheidswedstrijd Miss America 1969, gehouden in september 1968. Activisten gooiden allerlei 'vrouwenproducten' in een vuilnisbak en, hoewel die niet in brand werden gestoken, ging de gebeurtenis het collectieve geheugen in als een 'behaverbranding'. Ook buiten de Verenigde Staten raakte het stereotype van de 'radicale, lesbische, beha-verbrandende feministe' ingeburgerd. Tijdens de jaren 60 en 70 zwoeren sommige vrouwen daadwerkelijk hun beha's af als daad van bevrijding, al werd die beslissing niet altijd genomen onder invloed van de feministische beweging. Minstens even belangrijk was de tegencultuur van de jaren 1960, die aanleiding gaf tot een seksuele bevrijding. Zo speculeerden onder andere de Deense modehistoricus Rudolf Broby-Johansen en de Oostenrijks-Amerikaanse avant-garde modeontwerper Rudi Gernreich erop dat toplessness in de toekomst maatschappelijk breed geaccepteerd zou worden.
Feministische wetenschappers wijzen op de dubbele rol van de beha. Volgens politiek wetenschapster Iris Marion Young werkt de beha enerzijds als een "barrière tegen aanraking", maar anderzijds "deobjectiveert" het niet dragen van een beha de borsten, omdat ze niet langer aan de verwachting voldoen. Zonder een beha, aldus Young, hebben borsten niet altijd dezelfde vorm, maar verandert de vorm bij elke beweging, wat ze bevrijdt van het door feministen bekritiseerde verwachtingspatroon. Onderzoekers Hinds en Stacey leggen het als volgt uit: de borst en de beha achtervolgen het feminisme al decennialang als een ambigu metoniem voor de essentie van de strijd voor bevrijding van de vrouw. "Enerzijds", schrijven ze, "worden de contouren van de 'onbelemmerde' borst onthuld door geen beha te dragen, waardoor de borst als teken van seksuele bevrijding opnieuw geseksualiseerd wordt. Anderzijds is geen beha dragen een teken van vrouwelijke bevrijding die de borst wil deseksualiseren door fetisjistische commodificatie en opsluiting van de borst af te wijzen." Eerder schreef de Australische feministe Germaine Greer in The Female Eunuch (1970): "Beha's zijn een absurde uitvinding, maar als je van het niet dragen van beha's de regel maakt, onderwerp je jezelf gewoon aan een andere vorm van onderdrukking."
Eind jaren 2010 kwamen enkele gevallen in de pers van tienermeisjes die op school werden aangesproken op het niet dragen van een beha, wat in strijd zou zijn met de schoolreglementen. Een 17-jarig Amerikaans meisje benoemde het discriminerende karakter daarvan: "Als de jongens in mijn klas zo afgeleid werden, hadden zij dan niet te horen moeten krijgen hoe ze zich in zo'n situatie moeten gedragen in plaats van dat ik uit de klas werd gehaald?" Een ander Amerikaans meisje in dezelfde situatie reageerde: "Een beha dragen is een persoonlijke keuze. Het is mijn lijf. Wat hebben anderen te maken met of ik een beha draag, vooral als ik helemaal bedekt en gepast gekleed ben?" Canadese scholieren legden de link tussen zulke "archaïsche" kledingvoorschriften en verkrachtingscultuur en hyperseksualisering.

### Beha's voor transgender personen en voor mannen

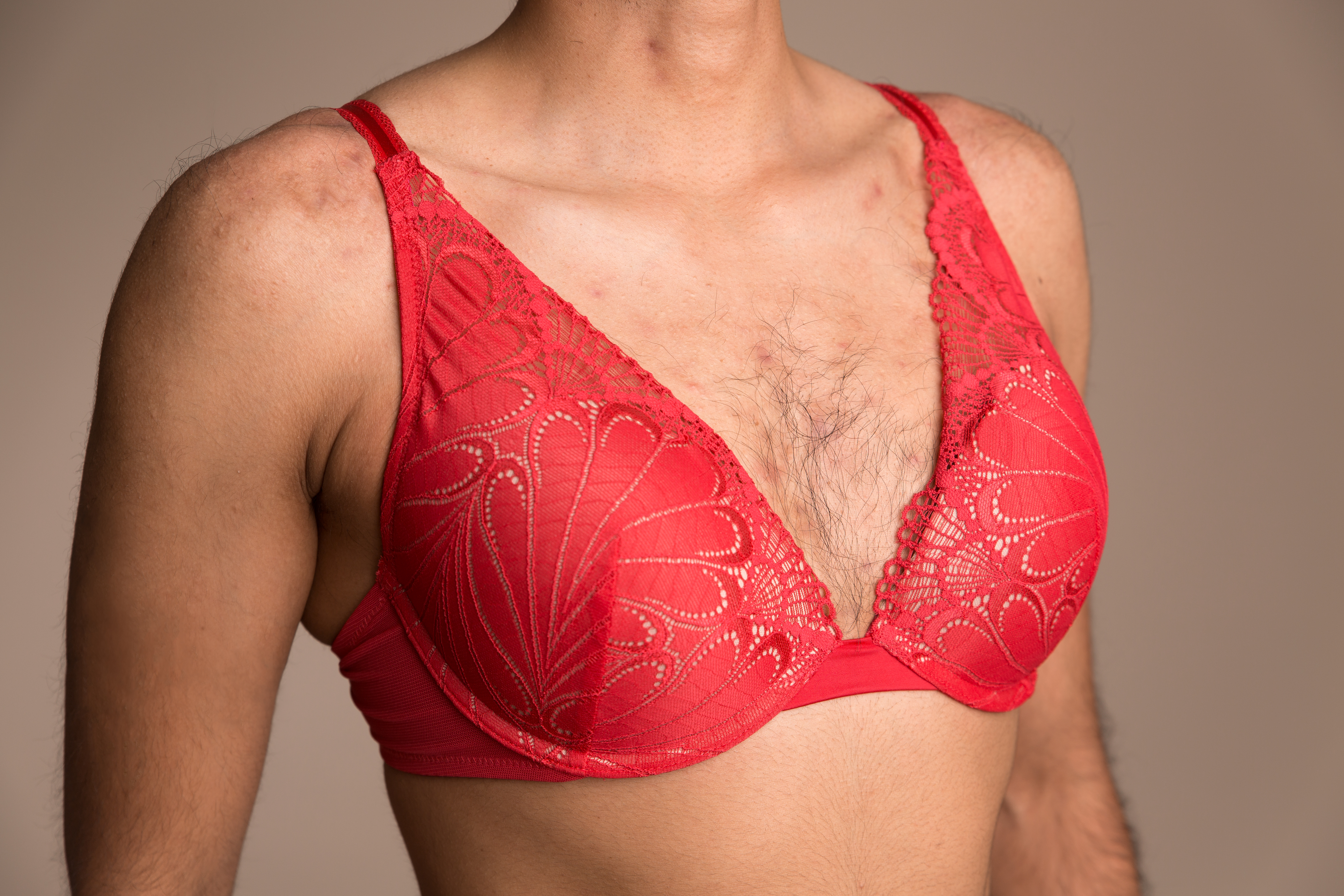
Plungebeha gedragen door een transgender persoon

Het is gebruikelijk voor transvrouwen – personen geboren met het lichaam van een man die zich identificeren met de andere sekse – om een beha te dragen. Wie een vollere boezem wil, kan een push-up- of maximizer-beha dragen of kiezen voor uitwendige borstprothesen; sommige beha's hebben hier zakjes voor.
Sommige transmannen – personen geboren met het lichaam van een vrouw die zich als man identificeren – gebruiken dan weer binders om hun borsten te verbergen en er mannelijker uit te zien. Een binder lijkt op een sportbeha, maar zit strakker om het bovenlijf en spreidt het volume van de borsten. 
Voor transpersonen en anderen die onvoldoende hebben aan de (traditionele) beleving van hun biologisch geslacht, is deze vorm van crossdressing deel van hun genderexpressie. In het geval van transseksuelen is het dragen van een beha met vullingen of een binder veelal deel van een transitie naar het andere geslacht, in afwachting van hormoontherapie en/of chirurgie.
Jongens en mannen met gynaecomastie of obesitas kunnen ervoor kiezen een mannenbeha aan te trekken om de borsten te ondersteunen en/of visueel te minimaliseren. Andere mannen dragen een beha uit seksueel fetisjisme of tijdens crossdressing. Ten slotte zijn er mannelijke atleten die zoals hun vrouwelijke collega's onder hun shirt een sportbeha dragen om geïrriteerde en pijnlijke tepels tijdens het sporten te voorkomen.